# Баальбек
Баальбе́к (араб. ّبَعْلَبَك‎, Ба’лабакк, Бальбек; Баалат; др.-греч. Ἡλίου πόλις Гелиополь, Гелиополис, Илиополь) — древний город в Ливане. Расположен в 65 км к северо-востоку от Бейрута на высоте 1130 м.

## История города

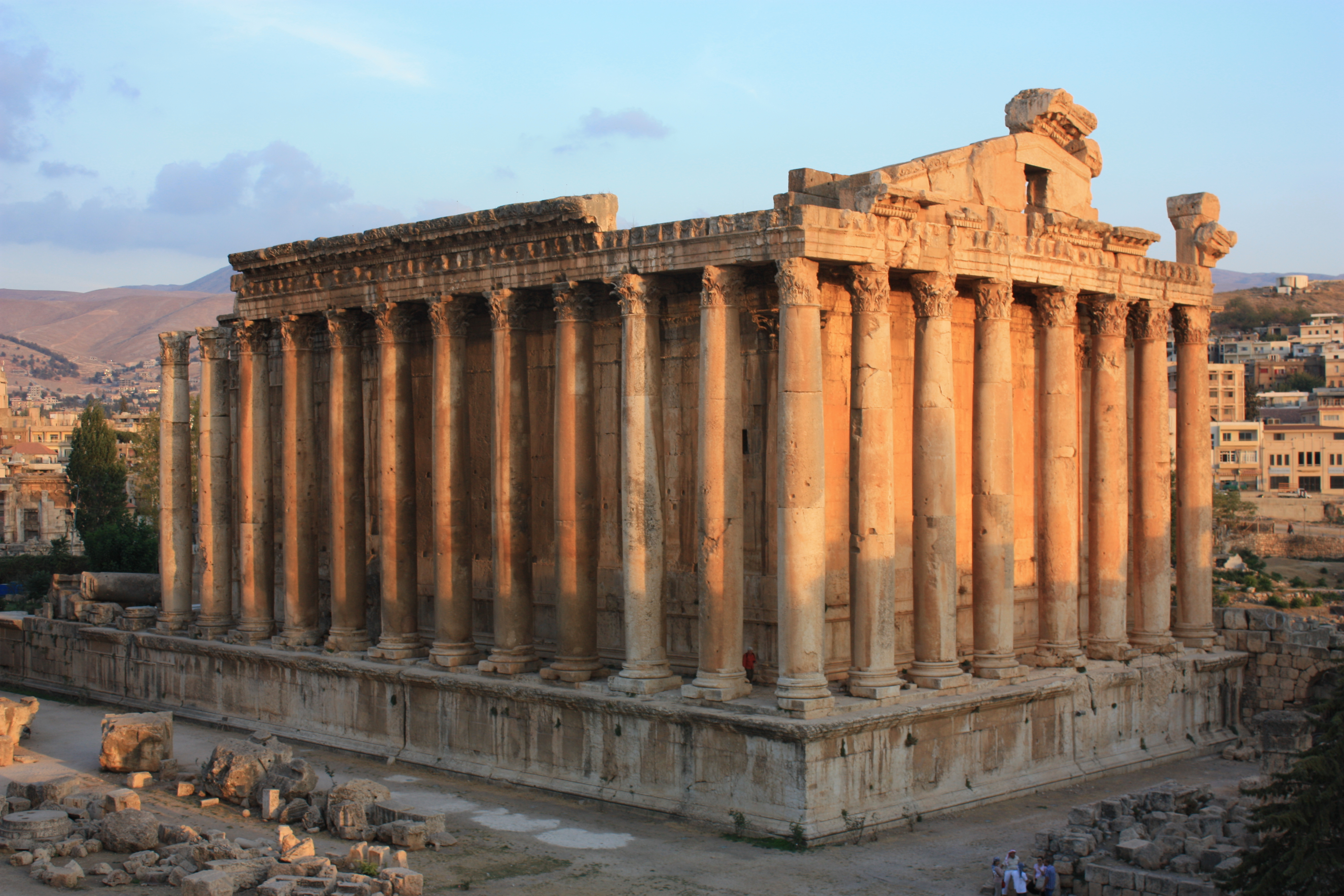
Храм Вакха. Колонны высотой 19 м — в полтора раза выше, чем в Парфеноне.

Впервые Баальбек упоминается в документах, относящихся к XIV веку до н. э., к временам египетского фараона Эхнатона, установившего на территории Египта и подвластных ему земель культ солнечного божества Атона.
Патриарх общины маронитов Ливана Эстфан Довейги писал: «Согласно сказаниям, крепость Баальбек — самое древнее строение в мире. Его построил сын Адама Каин в 133 году от сотворения мира в припадке безумной ярости. Он назвал его в честь своего сына Еноха и населил великанами, которые были наказаны Потопом за свои беззакония».
Несмотря на то, что местность была заселена с древности, до завоевания Финикии Александром Македонским в 332 г. до н. э. сведений о городе имеется крайне мало. Уже в то время город был крупнейшим религиозным центром, где поклонялись Ваалу (отсюда название) и Дионису. Греки отождествляли Ваала то с Зевсом, то с Гелием — богом Солнца. Когда после смерти Александра Финикия отошла к Птолемею, тот переименовал город в «Гелиополь» (др.-греч. Ἡλίου πόλις).
В 200 г. до н. э. финикийский Гелиополь был завоёван Антиохом Великим.
В правление императора Октавиана Августа (27 до н. э. — 14 н. э.) Гелиополь превращён в римскую колонию (Julia Augusta Felix); в I—III веках здесь было построено много римских храмов.
В III веке здесь родилась и жила великомученица Варвара Илиопольская (273—306 г. г.)
В VII веке Баальбек завоевали арабы.
С IX века в регион стали проникать тюрки. Баальбек становился частью таких тюркских государств, как государства Тулунидов (IX век), Ихшидидов (X век), Сельджукидов (XI век), Мамлюков Египта (XIII век), Тимуридов (XV век) и Османской империи (с XVI века).
В 1759 году сильное землетрясение практически до основания разрушило и без того почти опустевший город.
Уже в XVI веке в Европе стало известно о наличии здесь грандиозных руин, которые стали обязательным пунктом посещения европейскими путешественниками в XIX веке. Флобер, Твен и Бунин оставили описания своих впечатлений от Баальбека. Полномасштабные раскопки были начаты немецкими учёными в 1898 году и продолжались пять лет. После Первой мировой войны расчисткой участка занимались французы.

## Достопримечательности

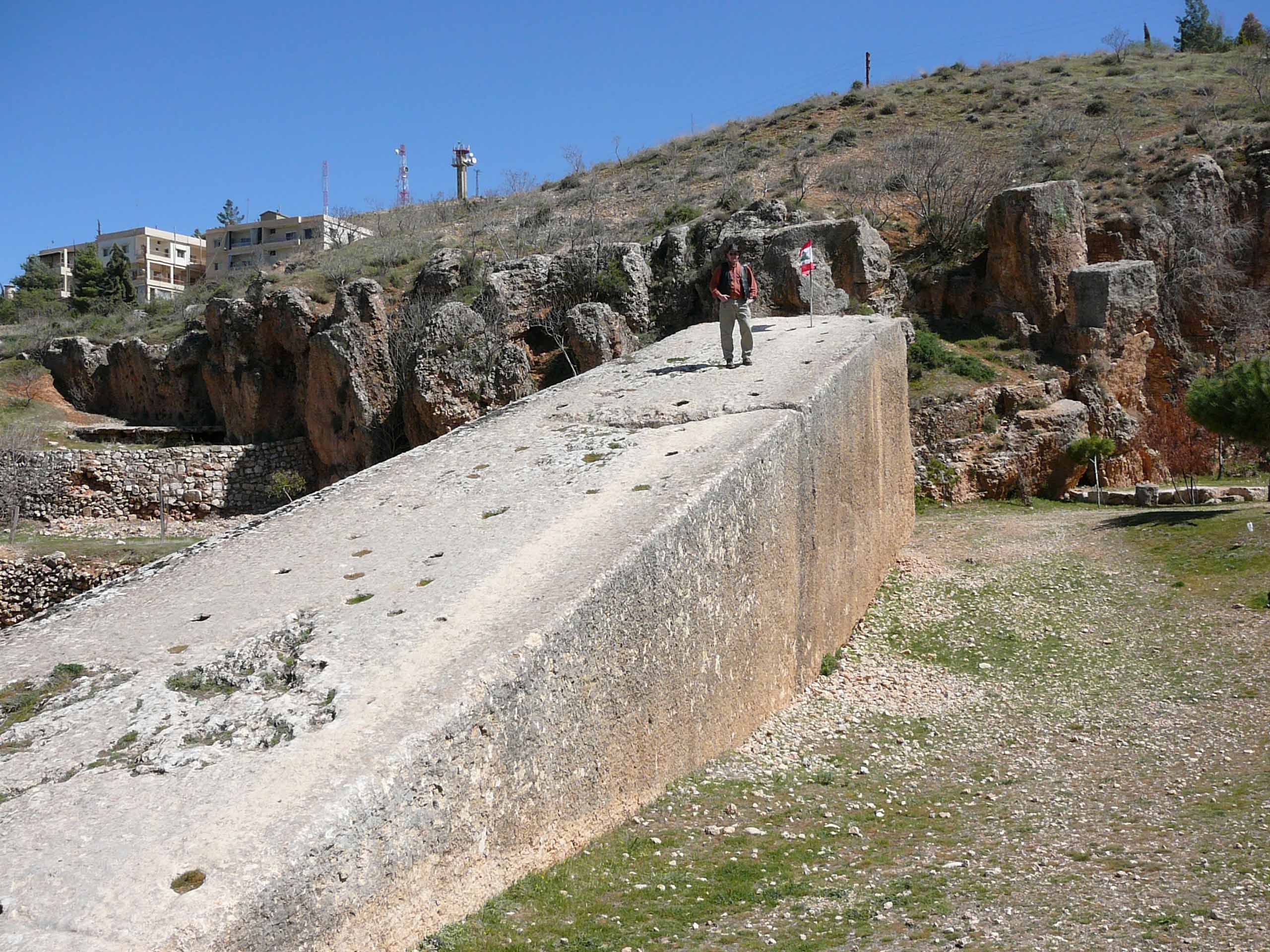
«Южный камень»

В Баальбеке сохранился в руинах грандиозный храмовый ансамбль, состоявший из пропилеев, богато украшенных резьбой дворов (в одном из них открыты остатки большого здания алтаря), Большого храма (т. н. храма Юпитера), хорошо сохранившихся Малого храма (т. н. храм Вакха или Меркурия) и круглого храма (т. н. храм Венеры) с четырёхколонным портиком.
В XIII веке территория ансамбля была превращена в крепость (сохранились остатки стен, башен). К востоку от пропилеев — руины Большой мечети и минарета.
Храм Юпитера представляет собой большое сооружение: некоторые блоки основания весят 800—1000 тонн. Это сооружение превосходит пирамиду Хеопса, где самый крупный гранитный блок (камень над входом в камеру царя) весит 90 тонн[уточнить]. Самый же большой блок в Баальбеке, называемый «Южный камень» (от древнего арабского названия «Гайяр эль-Кибли»), который так и не был вынут из каменоломни, но по всем признакам намеренно был подготовлен для завершения платформы, достигает веса 1050 тонн (в 2014 году, после раскопок рядом с «Южным камнем», был обнаружен блок весом около 1650—1670 тонн).
Главную загадку Баальбека представляет терраса, на которой стоит храм Юпитера. В её кладке находятся три плиты — Трилитон Баальбека, — весом почти 800 тонн (согласно одной древней легенде, эти блоки лежали здесь вечно и считались священными). Эти блоки были подняты древними строителями и расположены на высоте 7 метров.

## Галерея

Большой двор храмового комплекса древнего Гелиополя

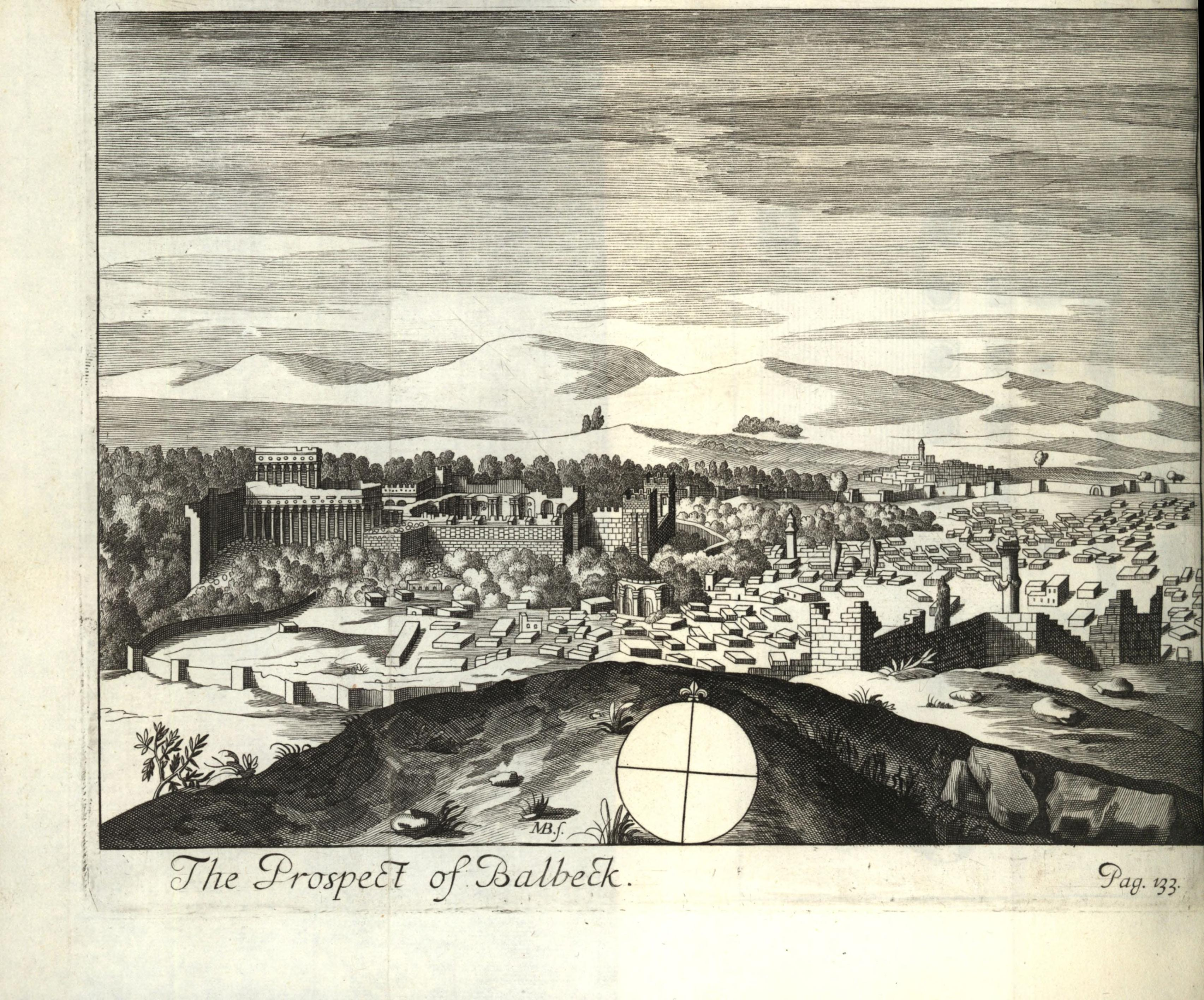
Баальбек ок. 1700 г.
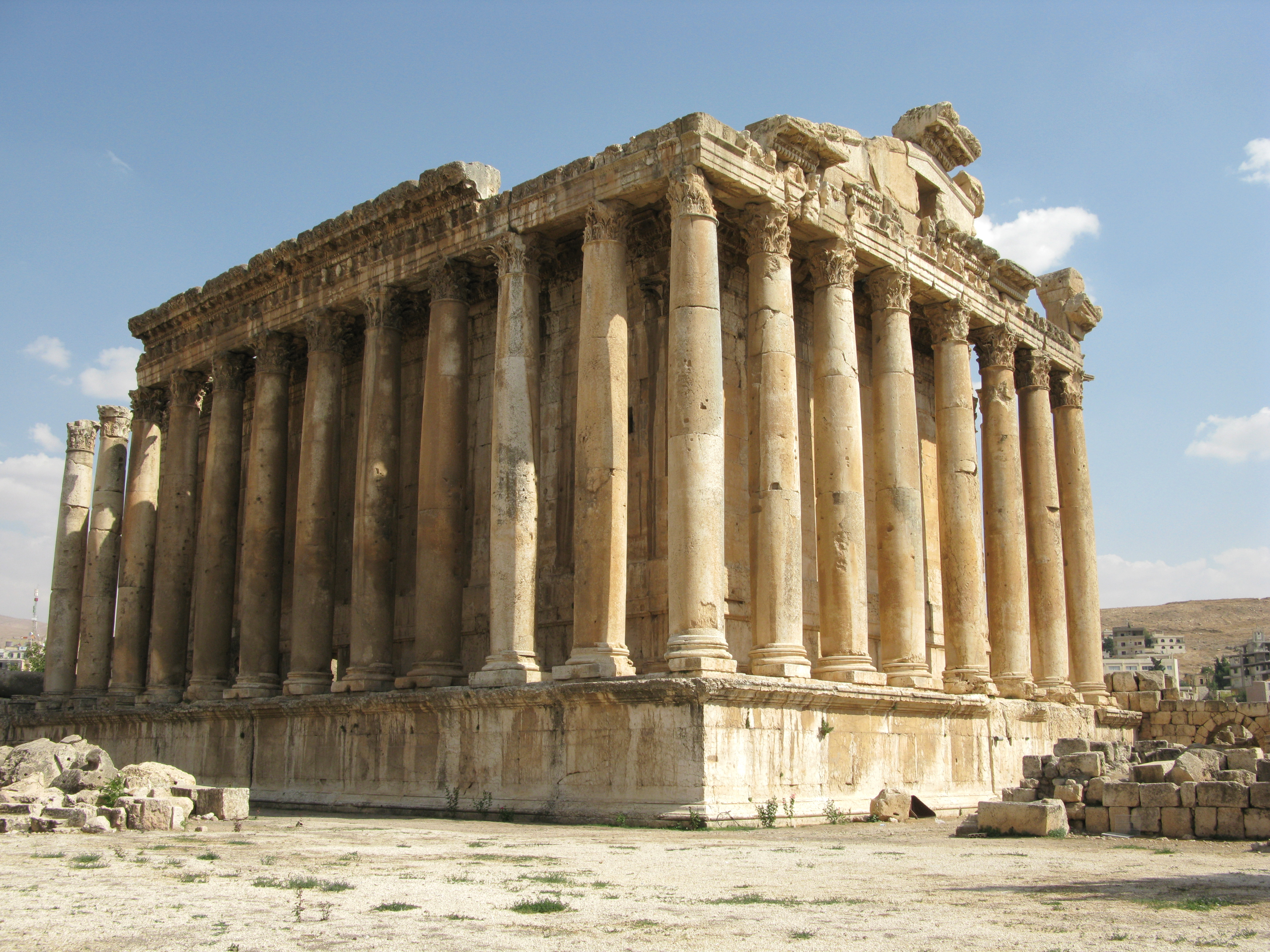
Храм Вакха
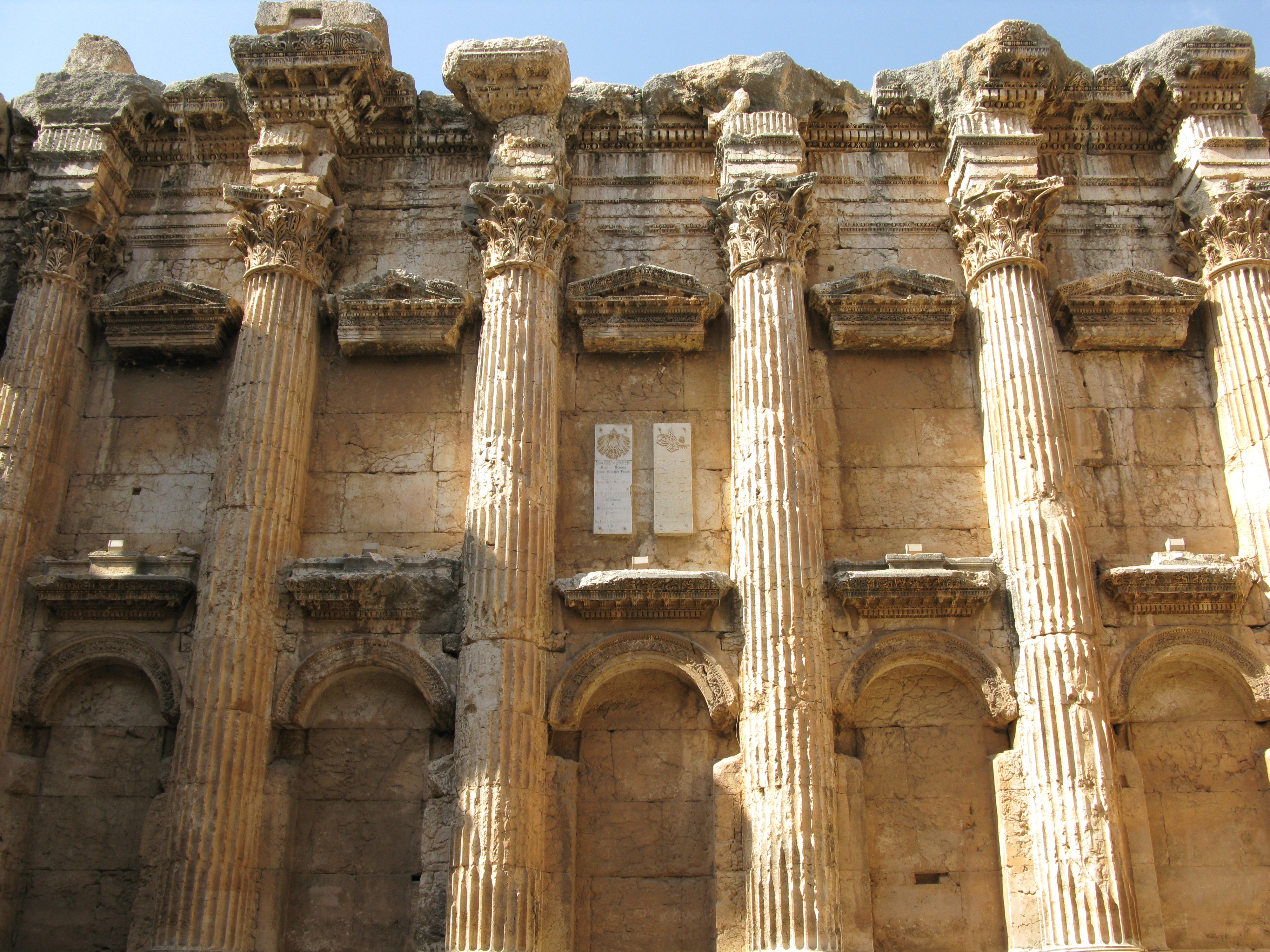
Коринфские капители, украшающие храм Вакха
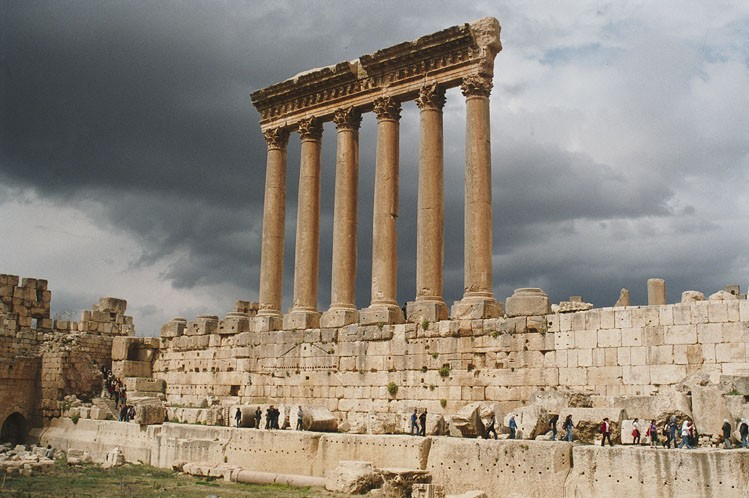
Оставшиеся колонны храма Юпитера
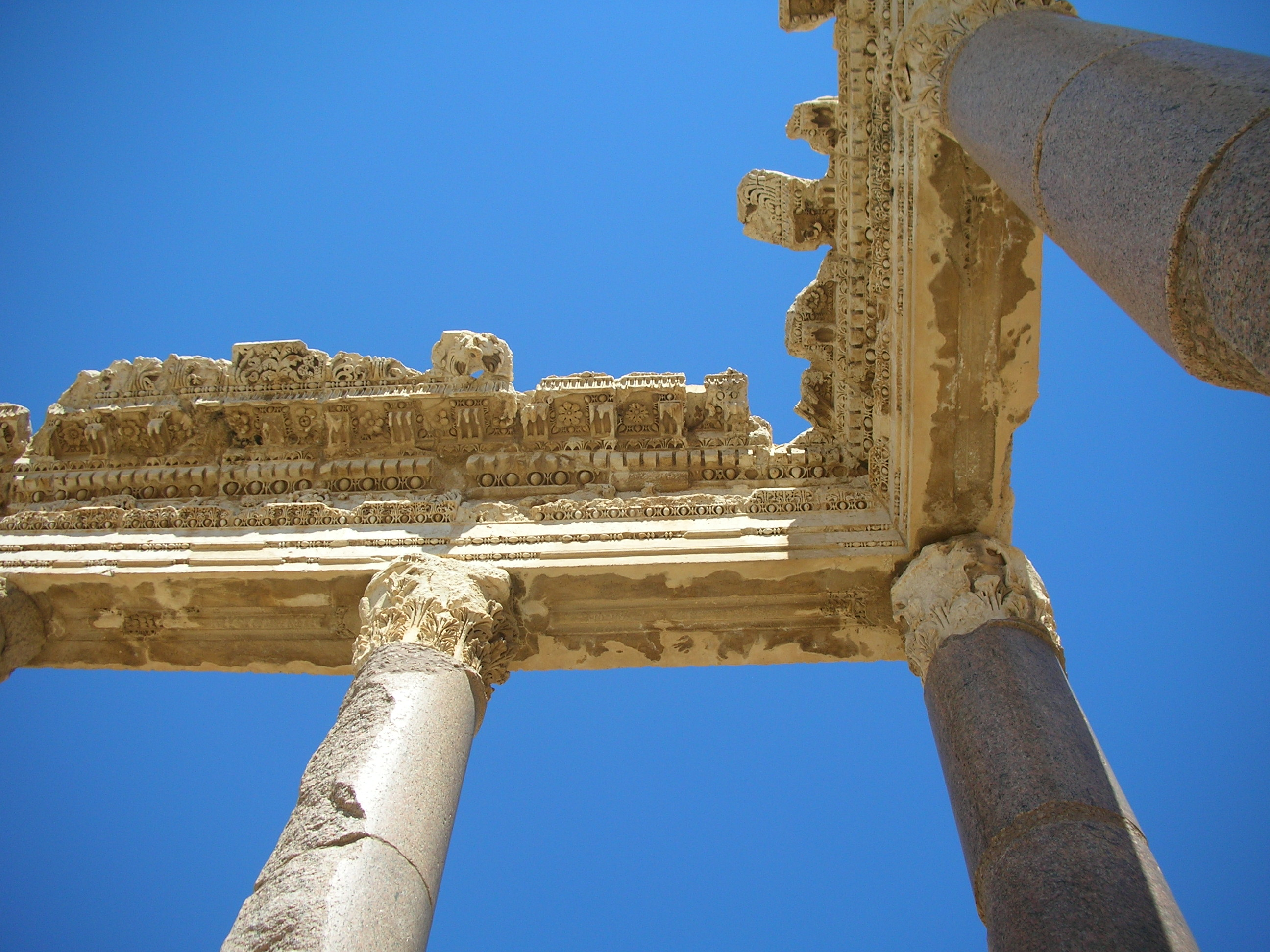
Коринфские капители в Баальбеке
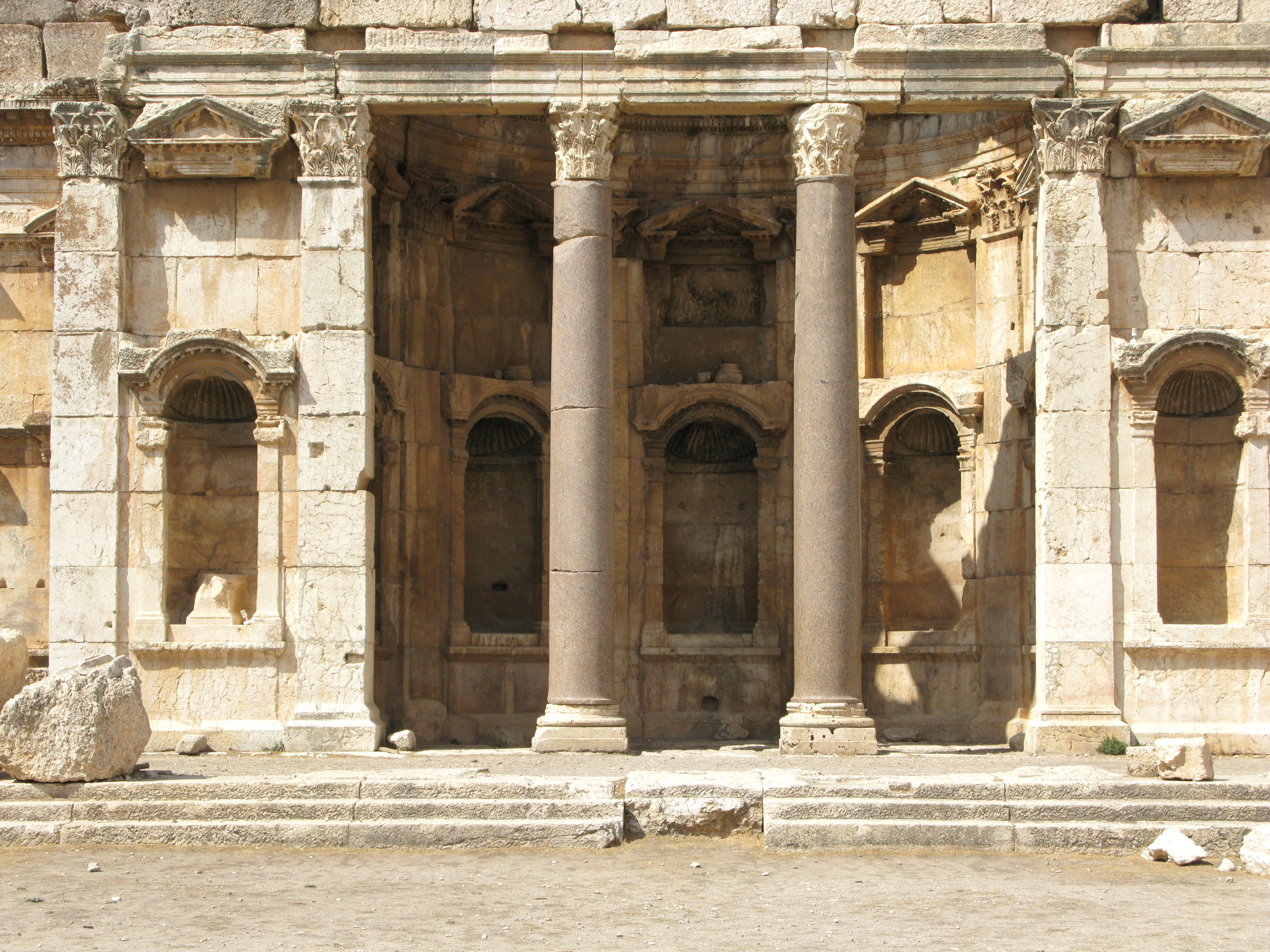
Экседра
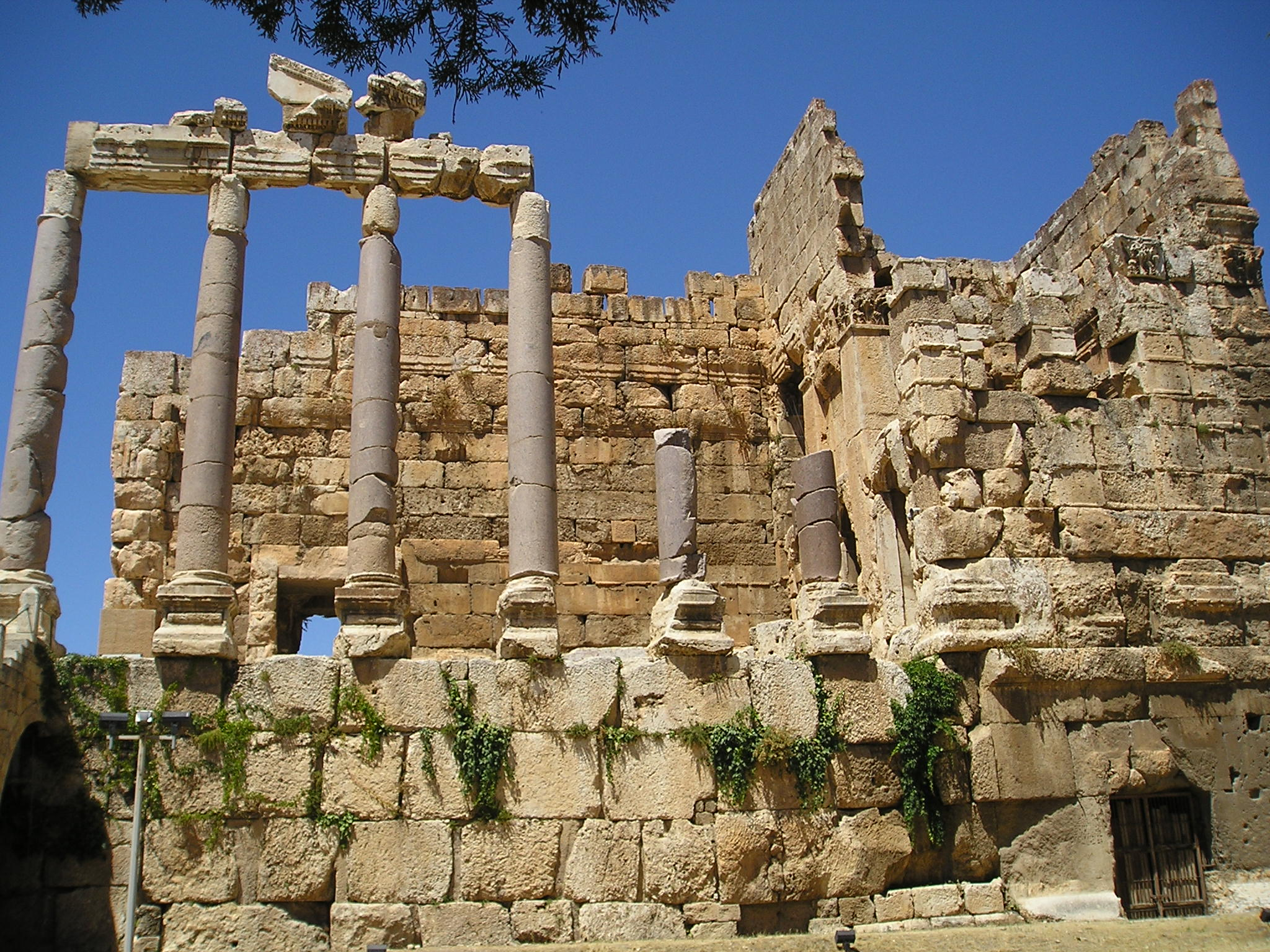
Остатки пропилея, восточный вход на место
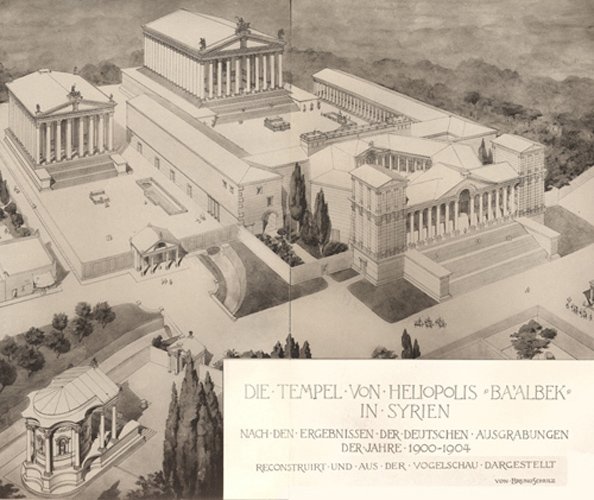
Реконструкция храмового комплекса Баальбека с высоты птичьего полёта 1921 года, согласно результатам немецких раскопок 1901-1904 годов.
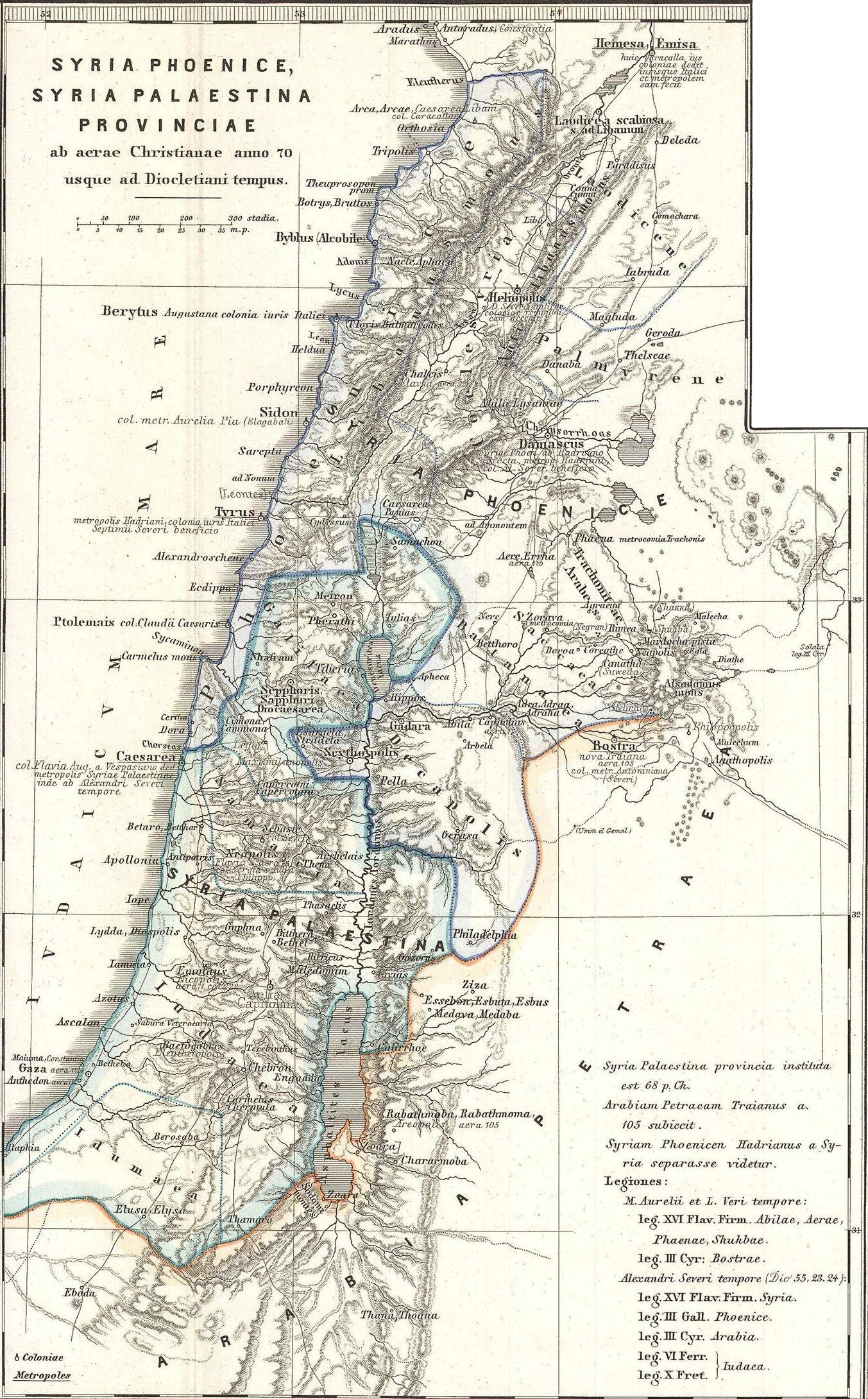
Карта. Римский Гелиополис и его окрестности во II и III вв.
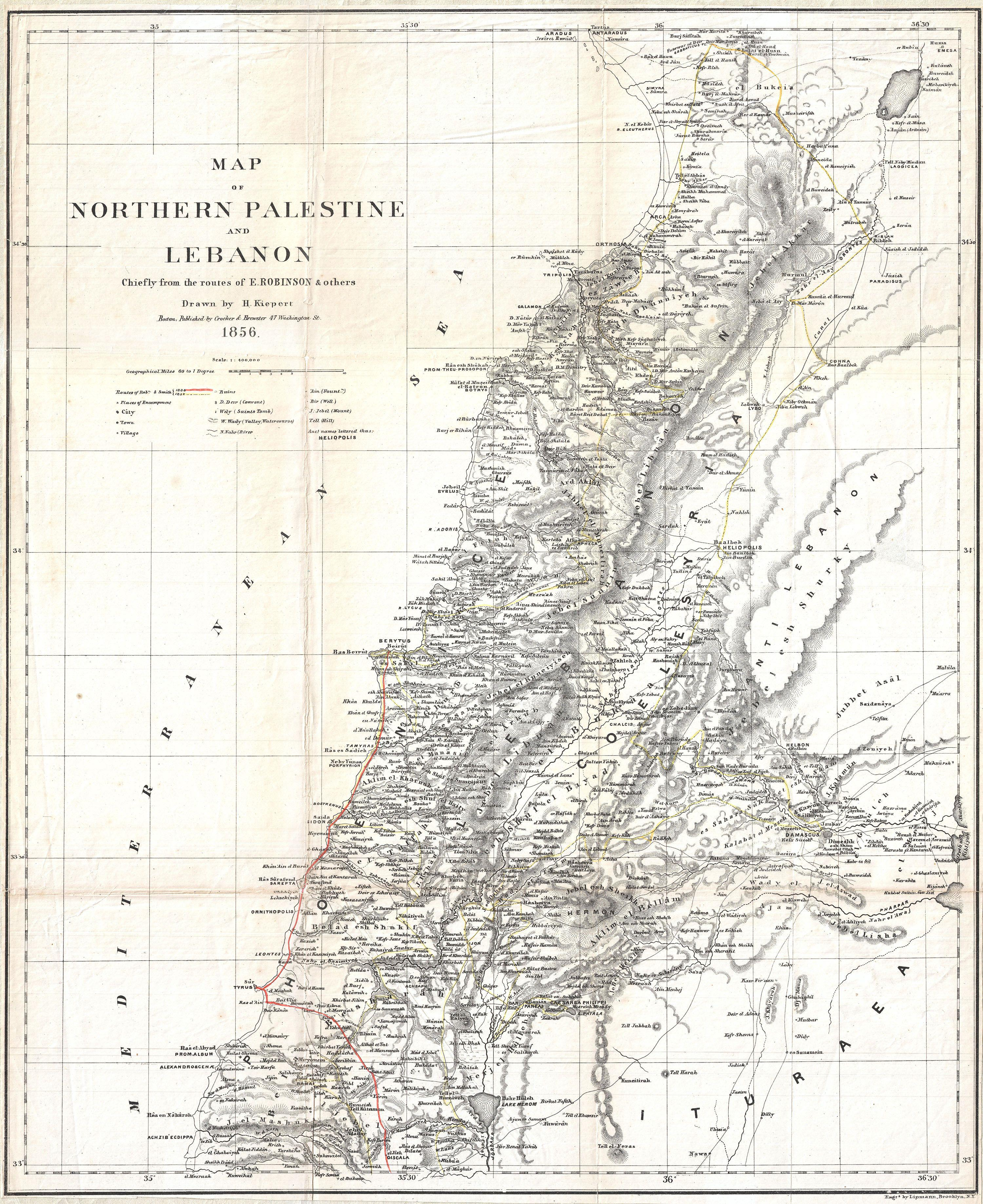
Карта. Баальбек и окрестности, ок. 1856
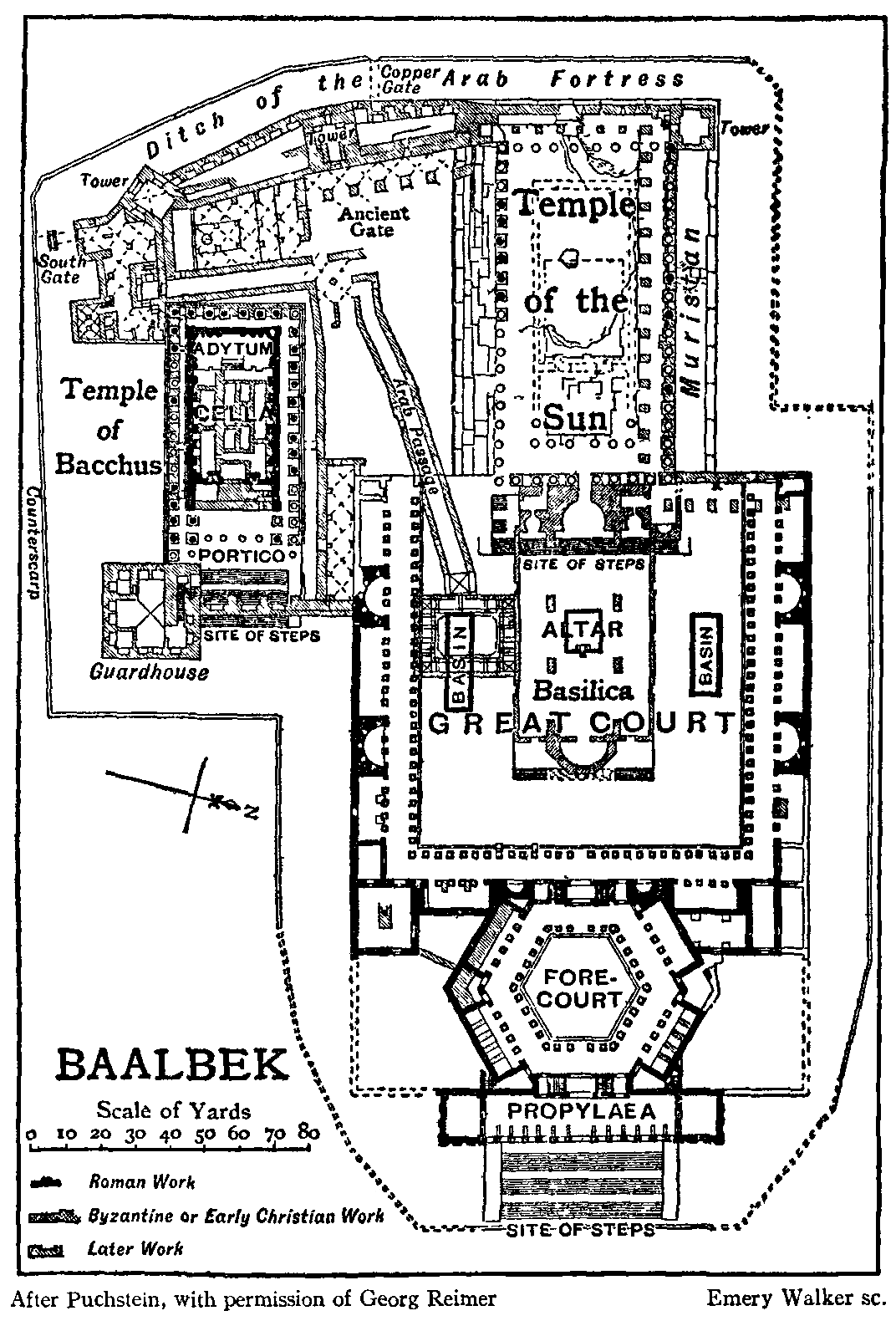
Схема руин Баальбека 1911 года после раскопок Пухштейна.[7] (С видом на юго-восток храм Юпитера с надписью «Храм Солнца»)
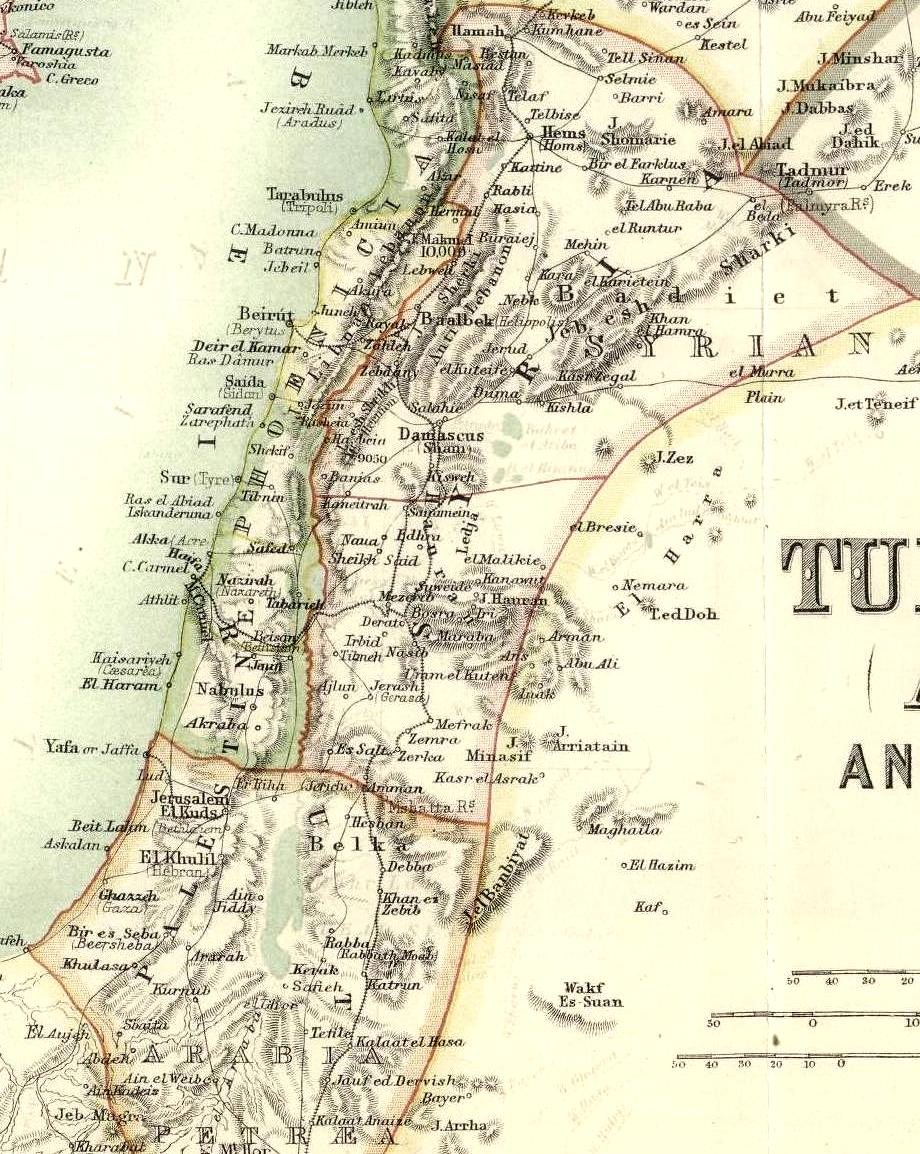
Фрагмент карты Турции в Азии 1911 года, показывающий бывшее железнодорожное сообщение Баальбека
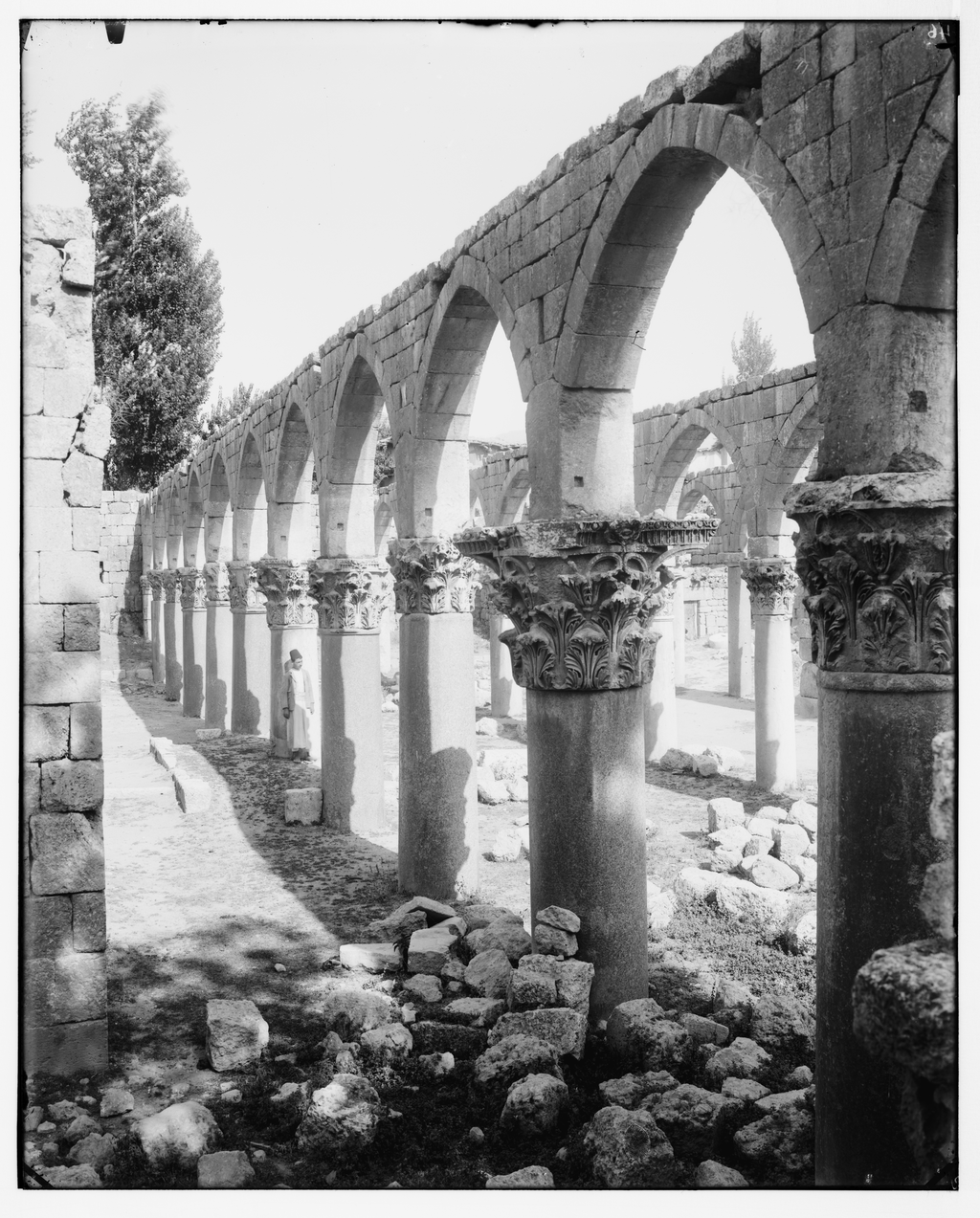
Руины мечети Баальбека, ок. 1900 года
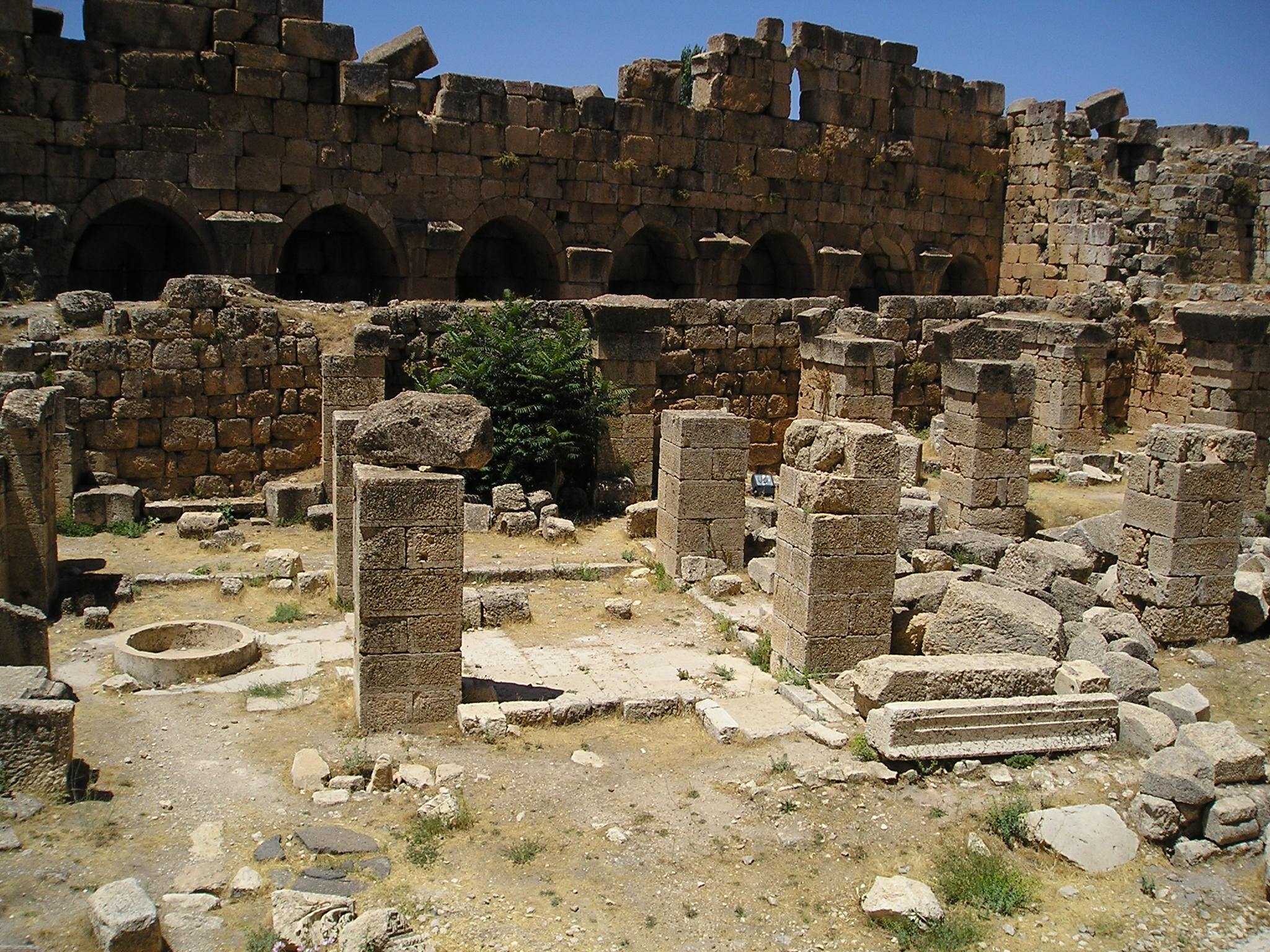
Вероятные остатки средневековой мечети перед крепостью мамлюков
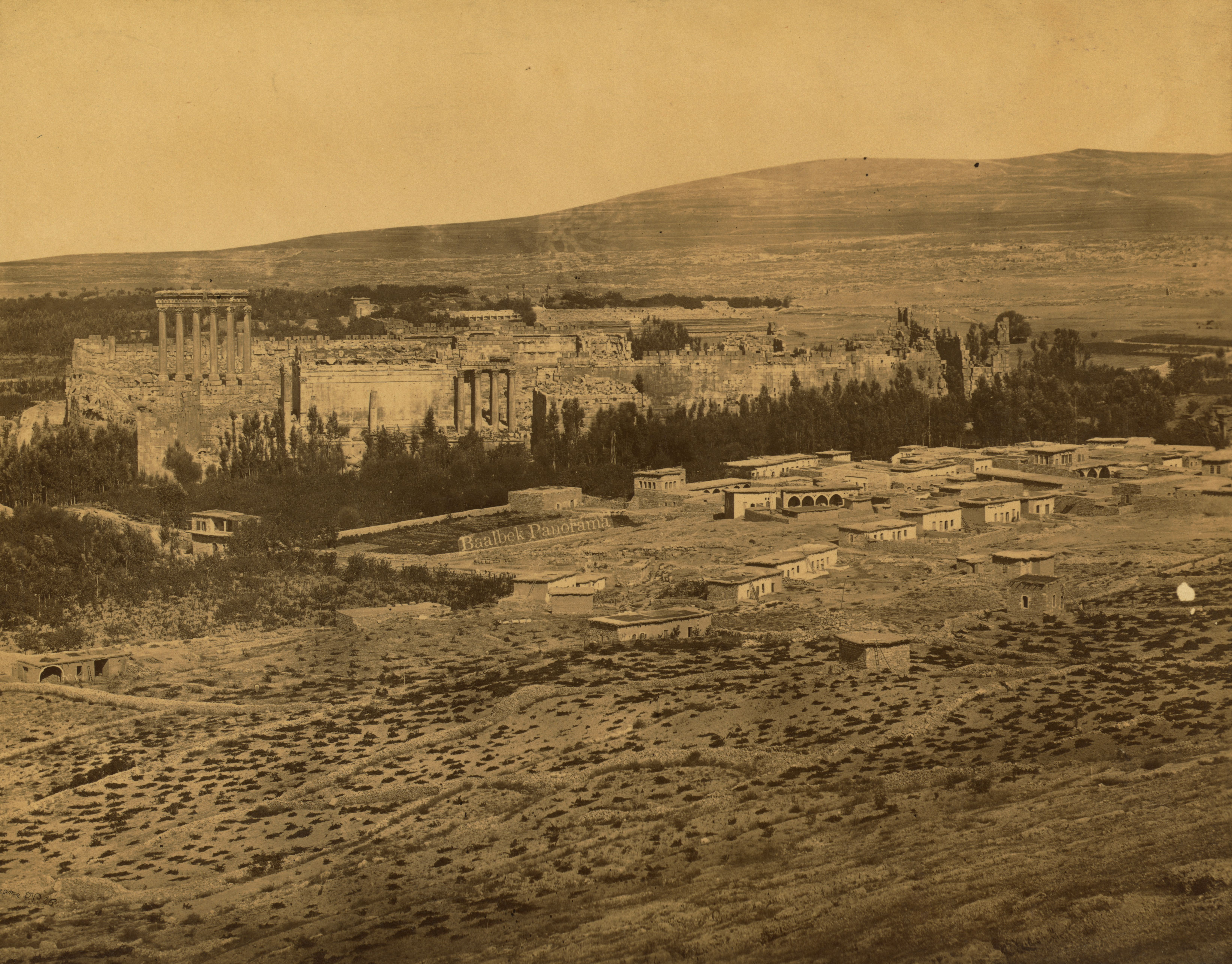
Баальбек в 1880-х годах
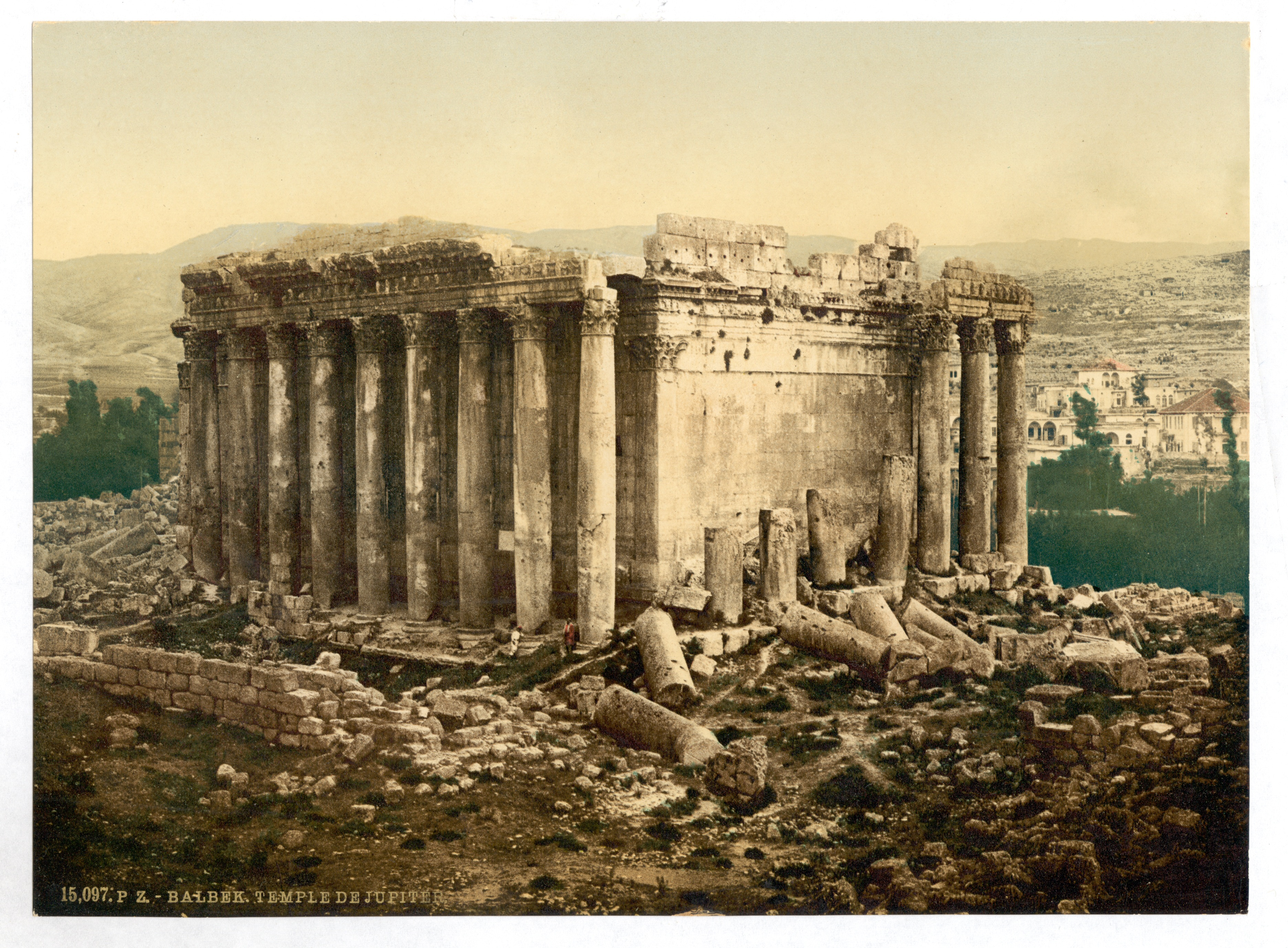
Храм Бахуса (Вакха) в начале XX века
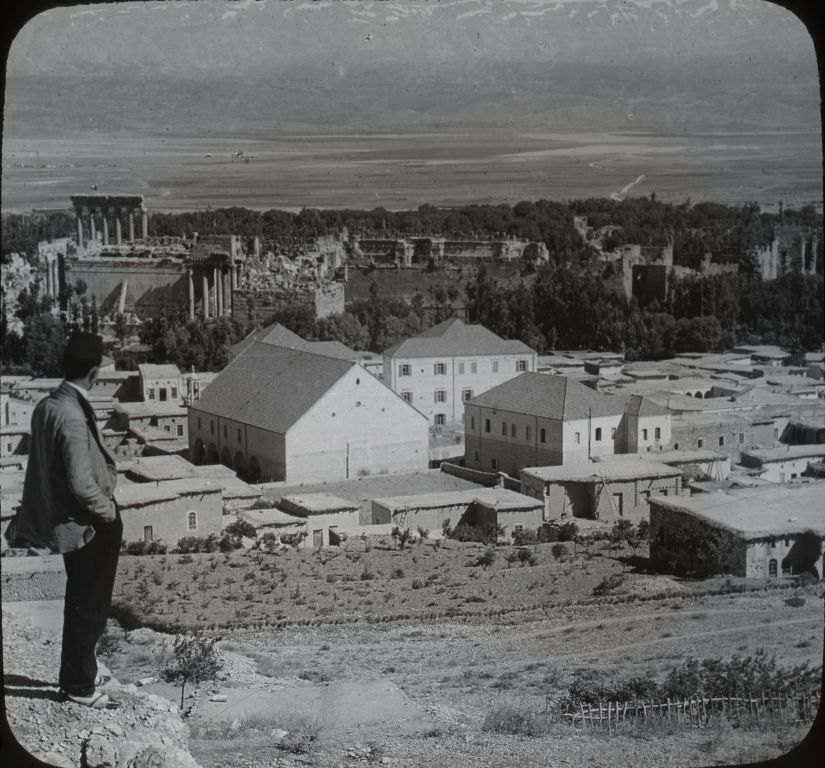
Баальбек в 1910 году, после прихода железной дороги
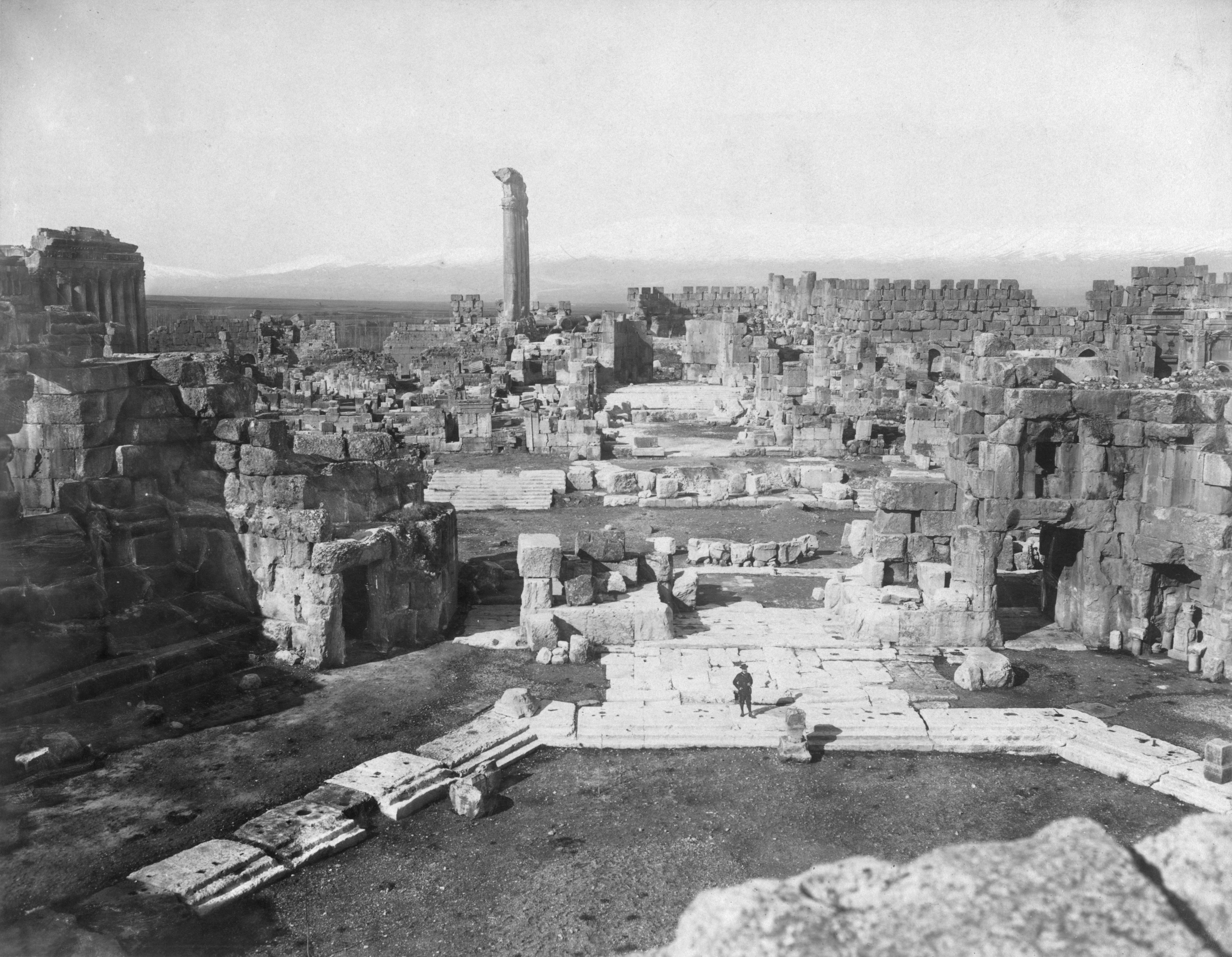
Руины Баальбека, обращённые к западу от гексагональной площадки, в XIX веке
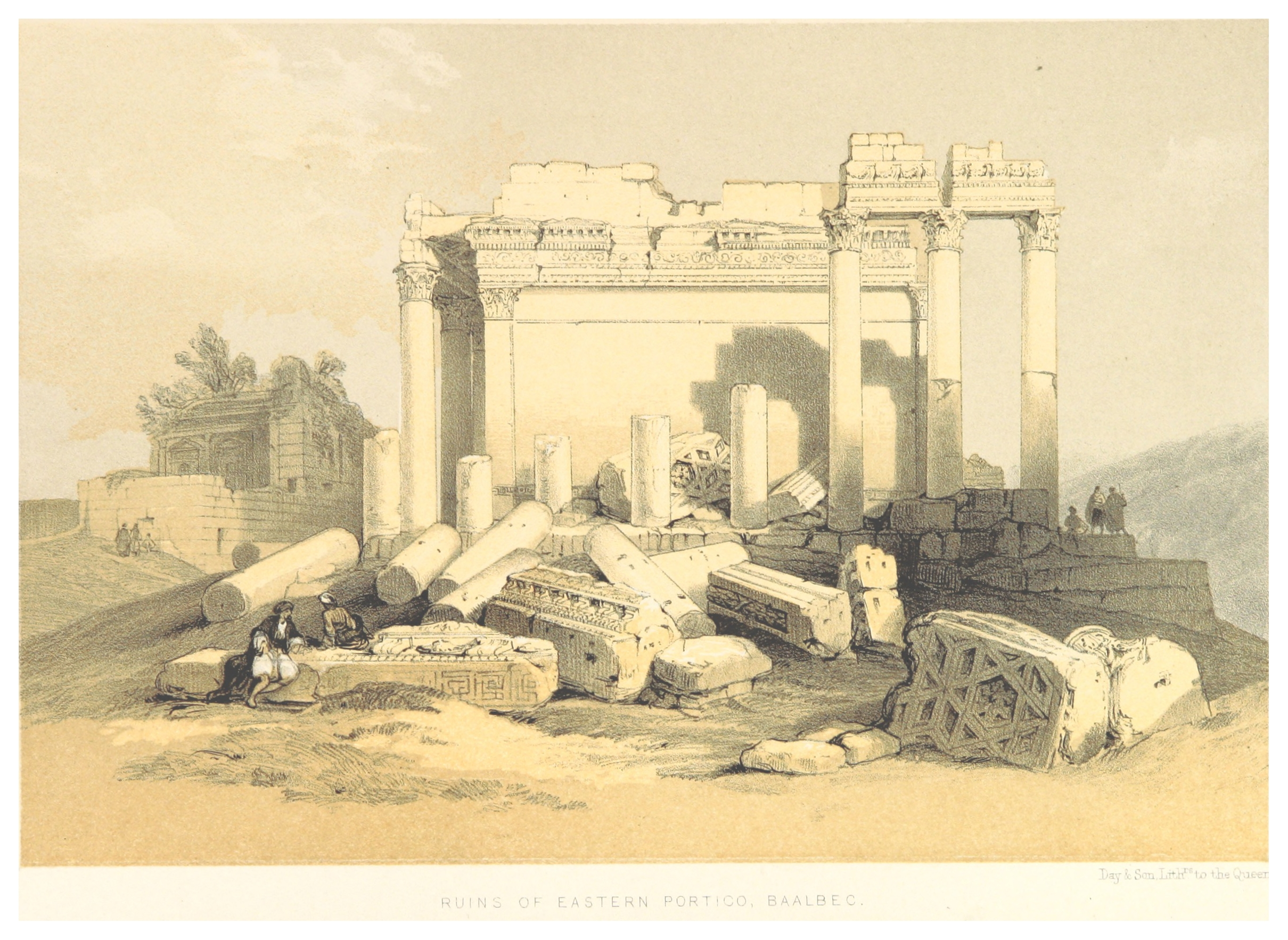
Руины восточного портика, Баальбек, леди Кэтрин Тобин (1855)
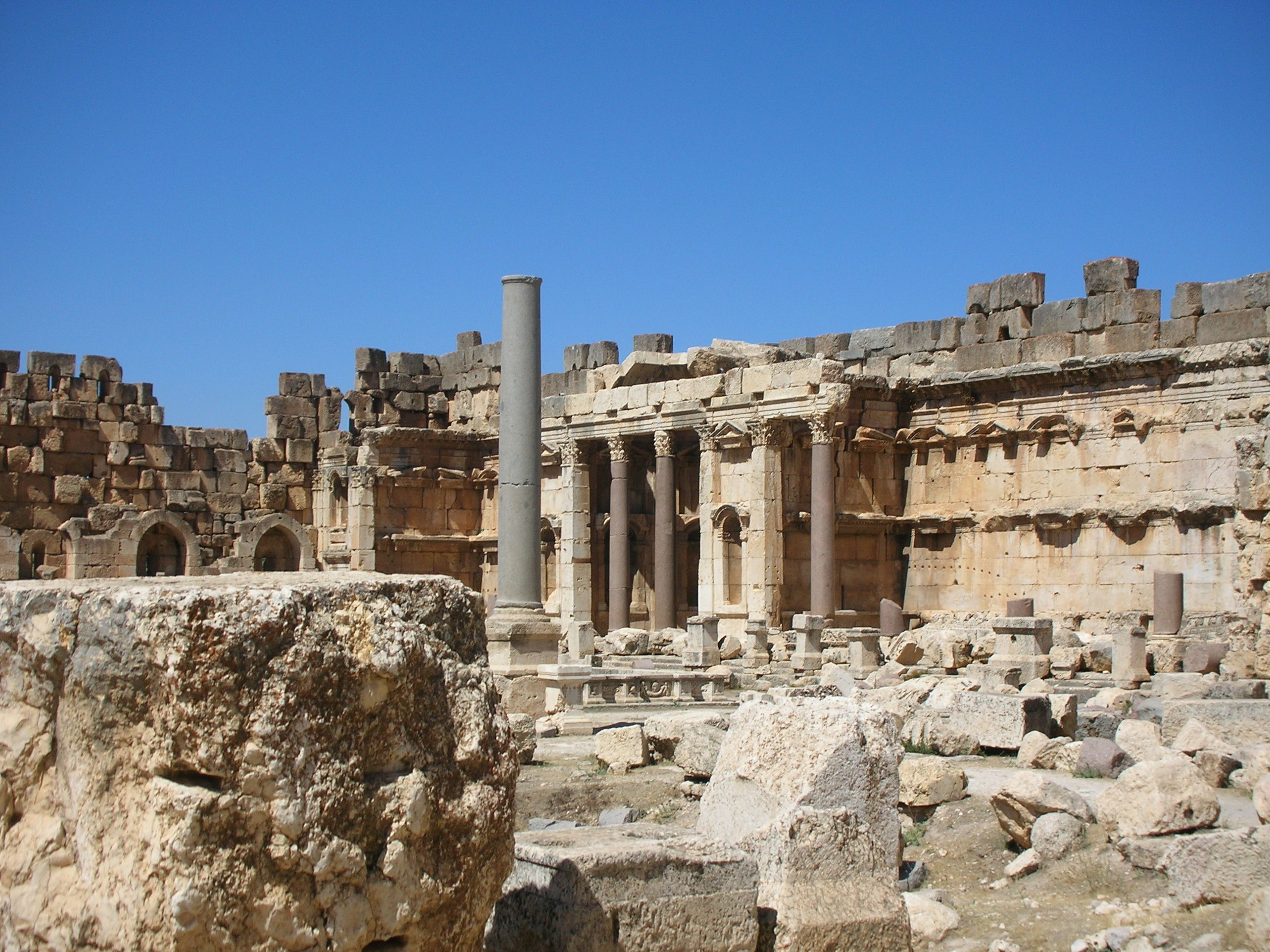
Баальбек. Античные руины.
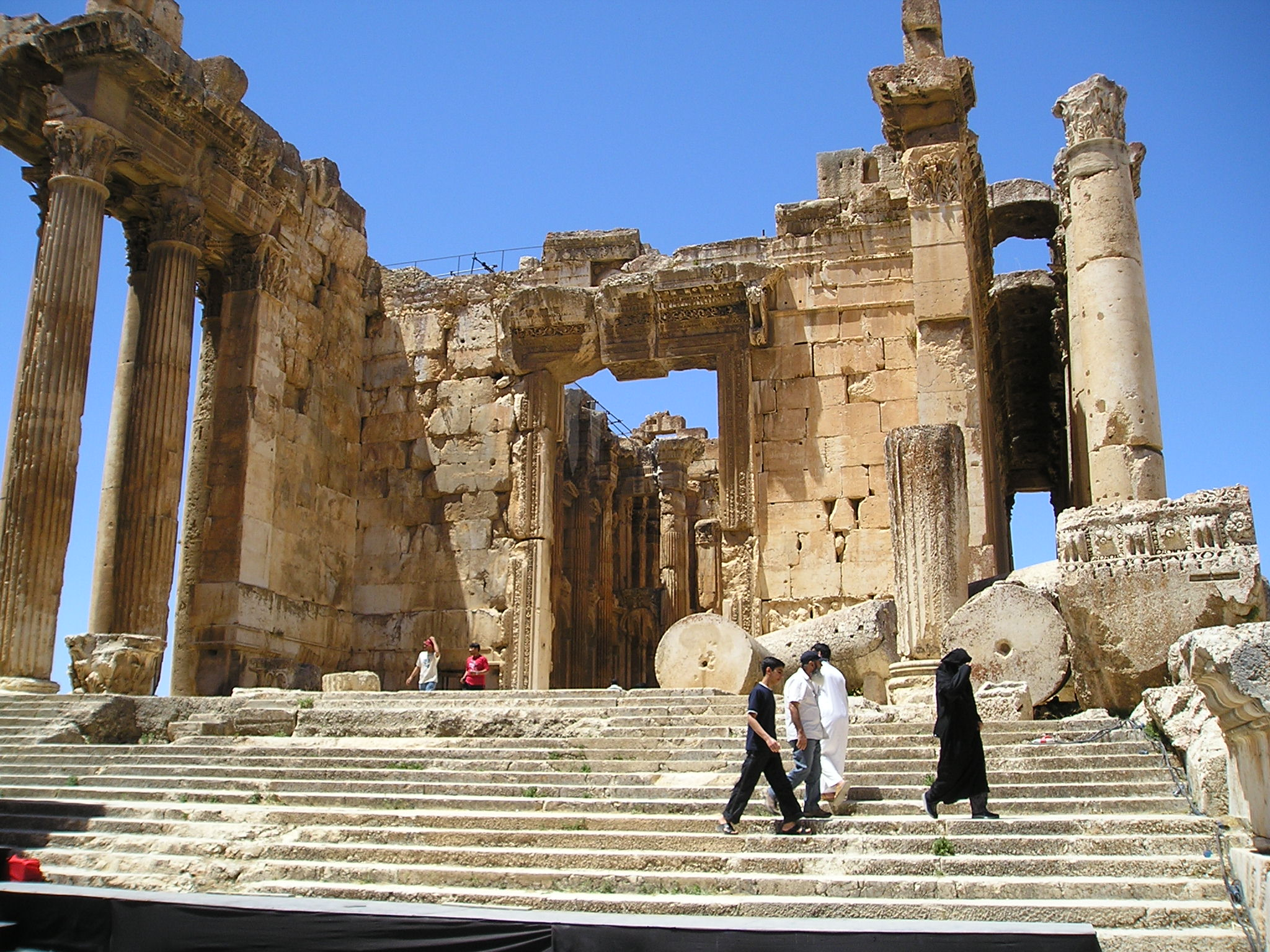
Пропилеи Храма Вакха (Бахуса)
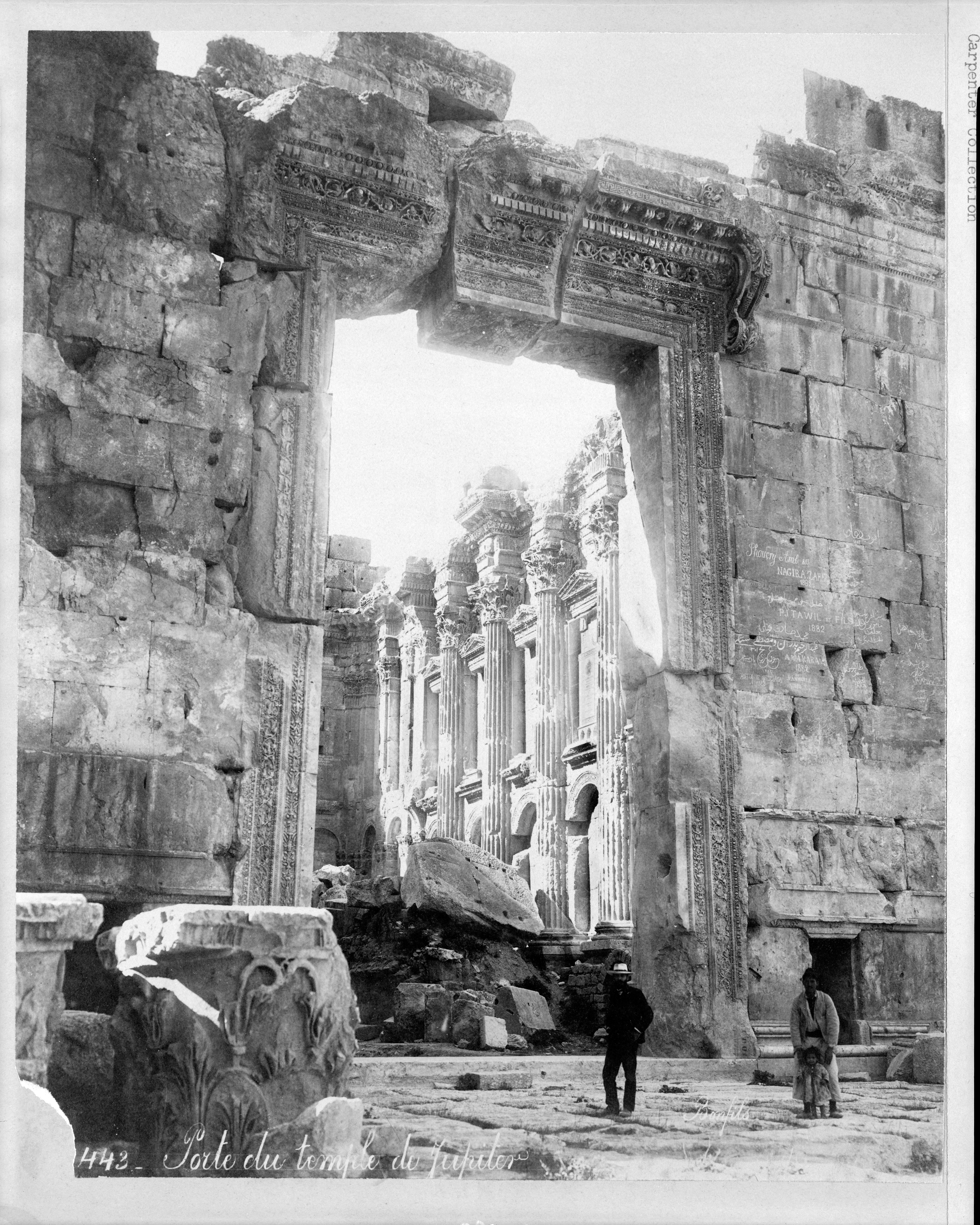
Вход в храм Вакха в 1870-х годах
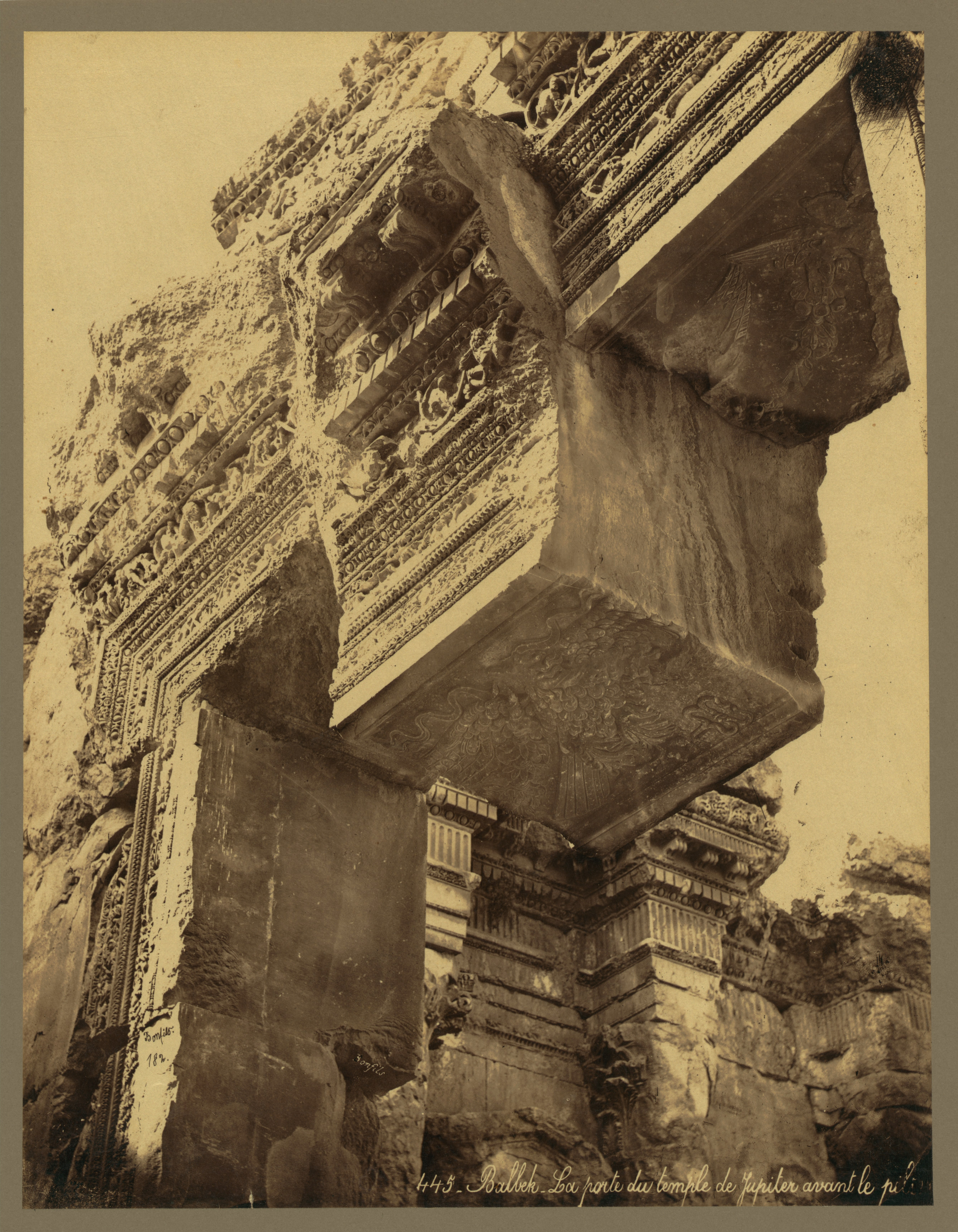
Висячий краеугольный камень в 1870-х годах
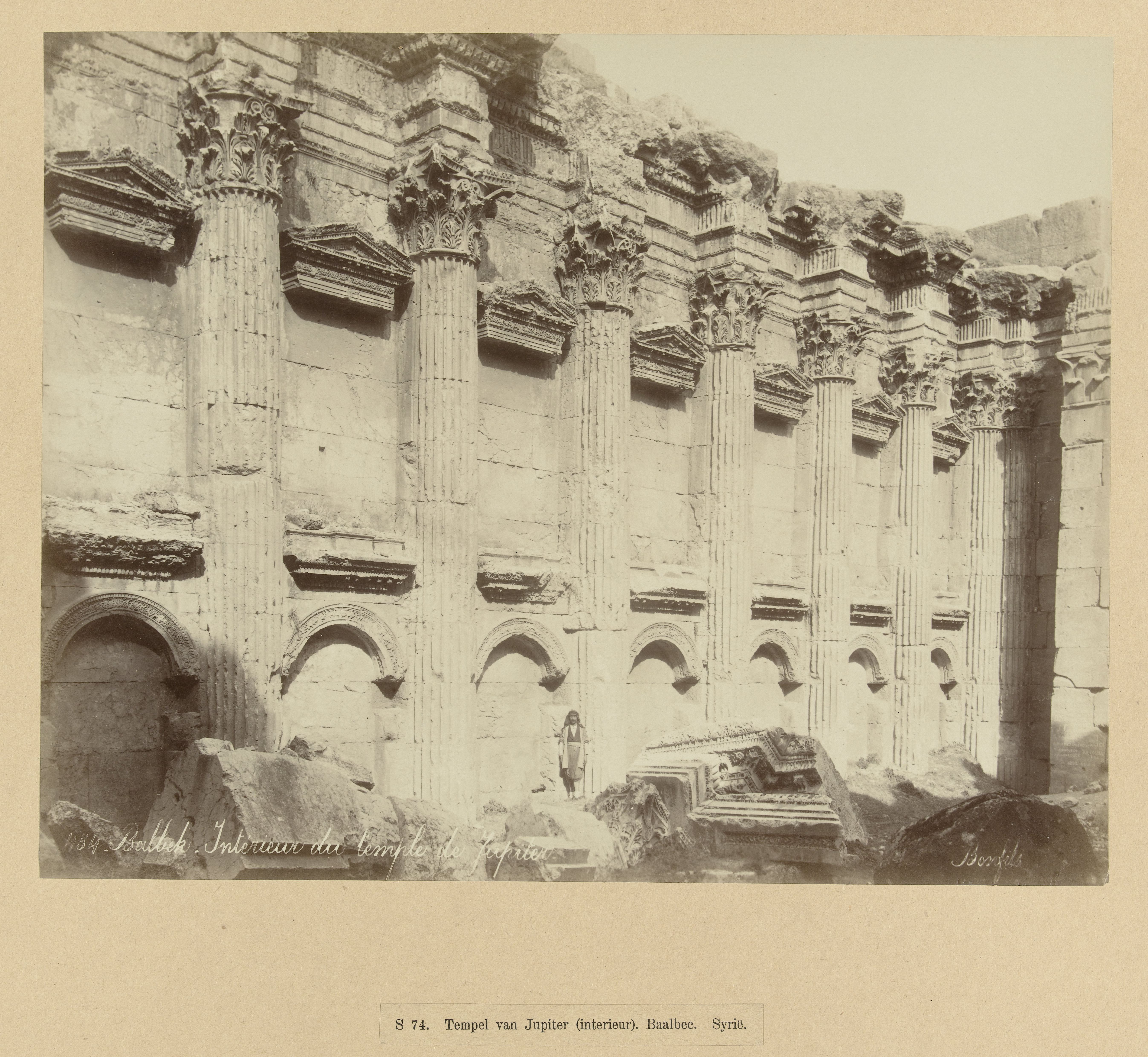
Интерьер храма Вакха в 1870-х годах
Экстерьер храма Вакха в 1920-х годах
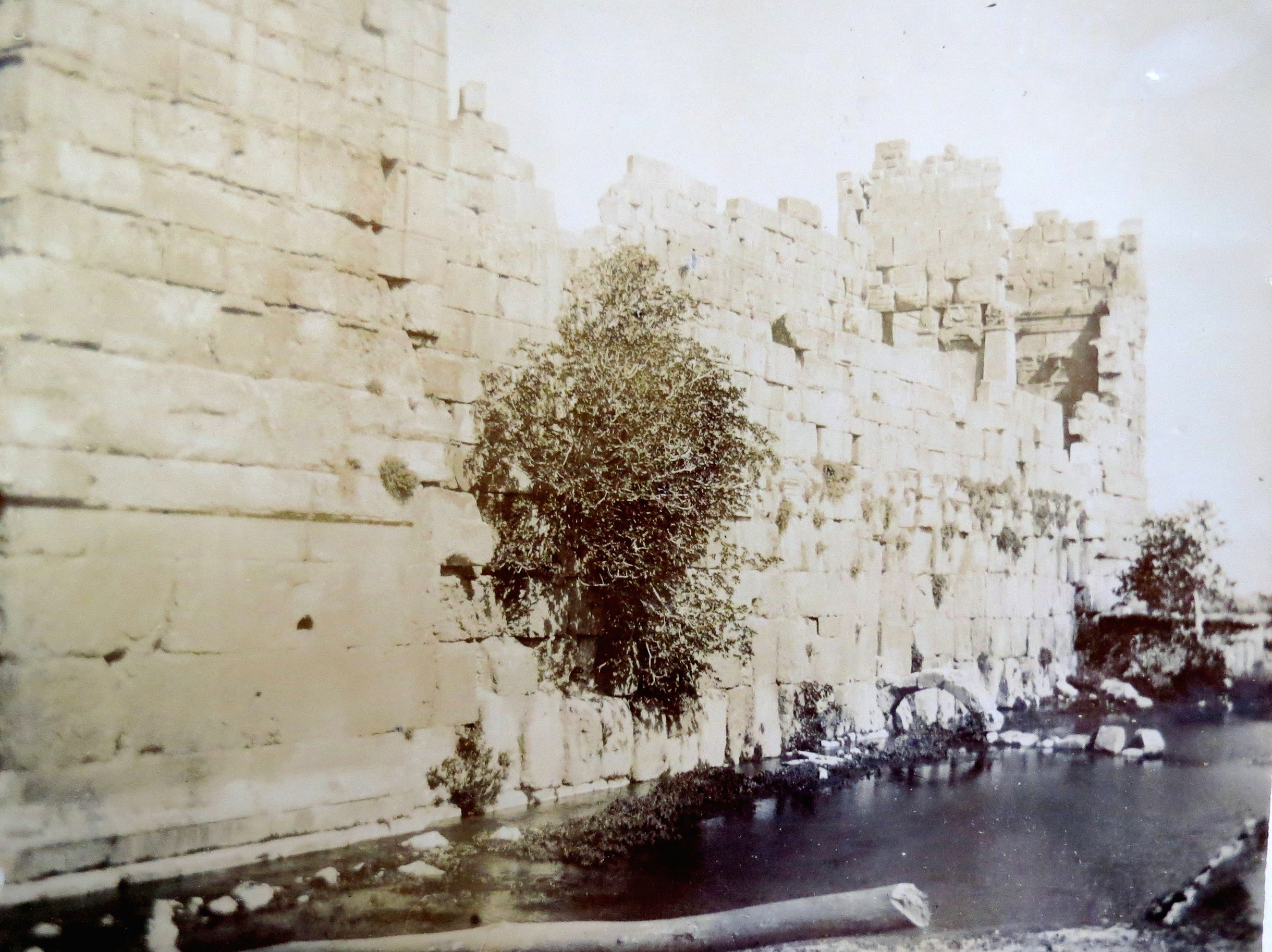
Стена и ров Баальбека в 1891 году
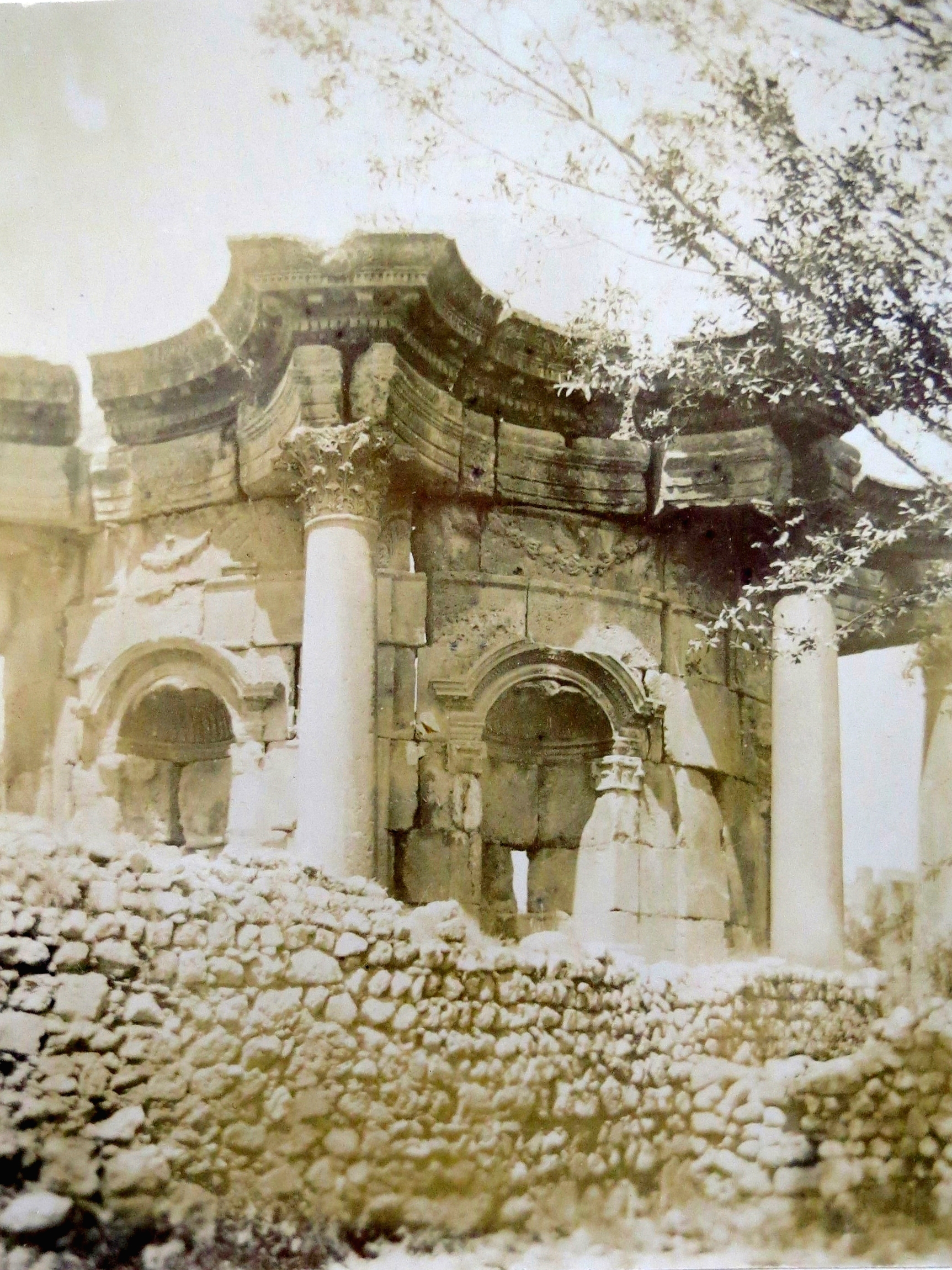
Руины базилики Константина в 1891 году
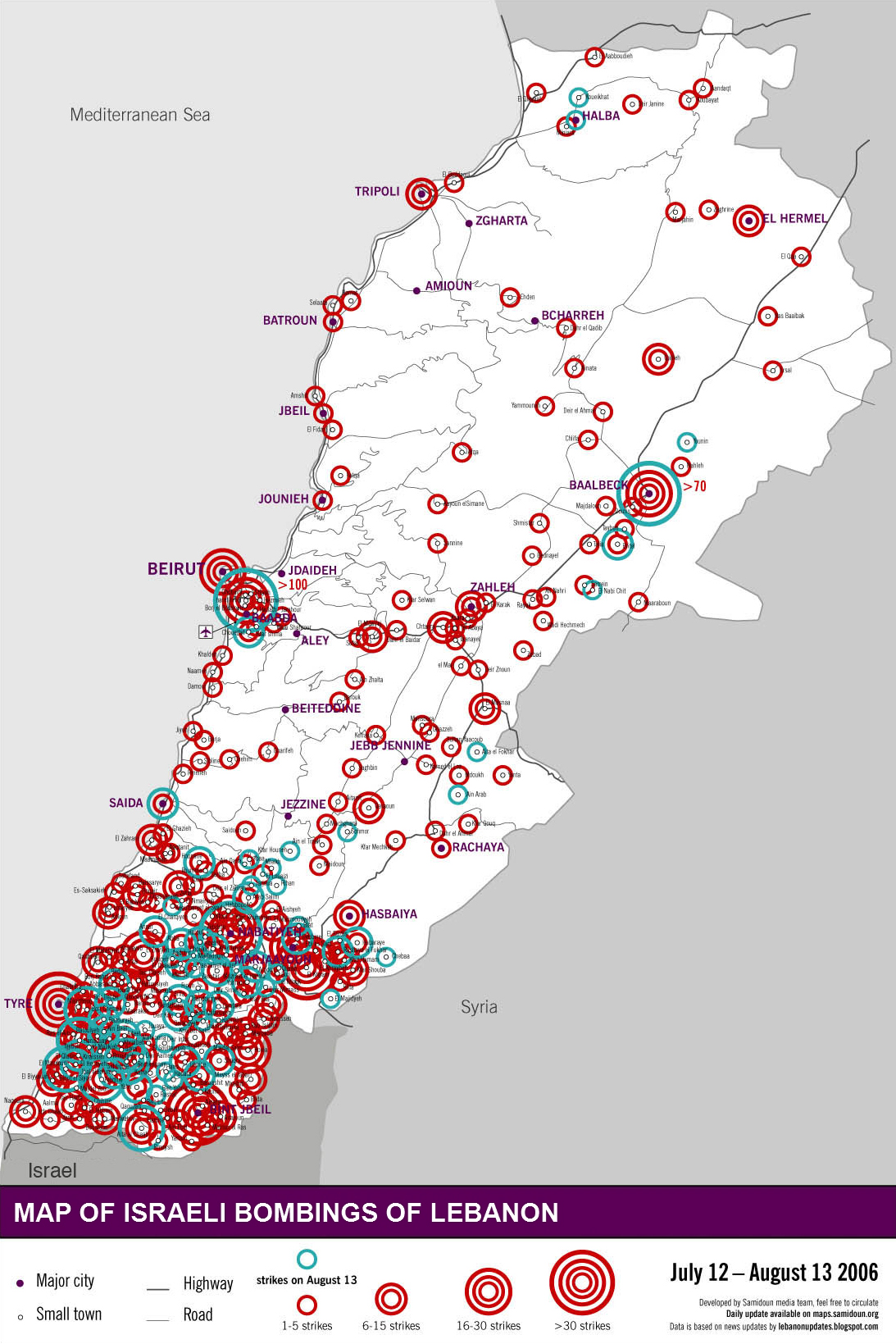
Карта израильских бомбардировок во время Второй ливанской войны. Баальбек был одной из главных целей: было сброшено более 70 бомб.
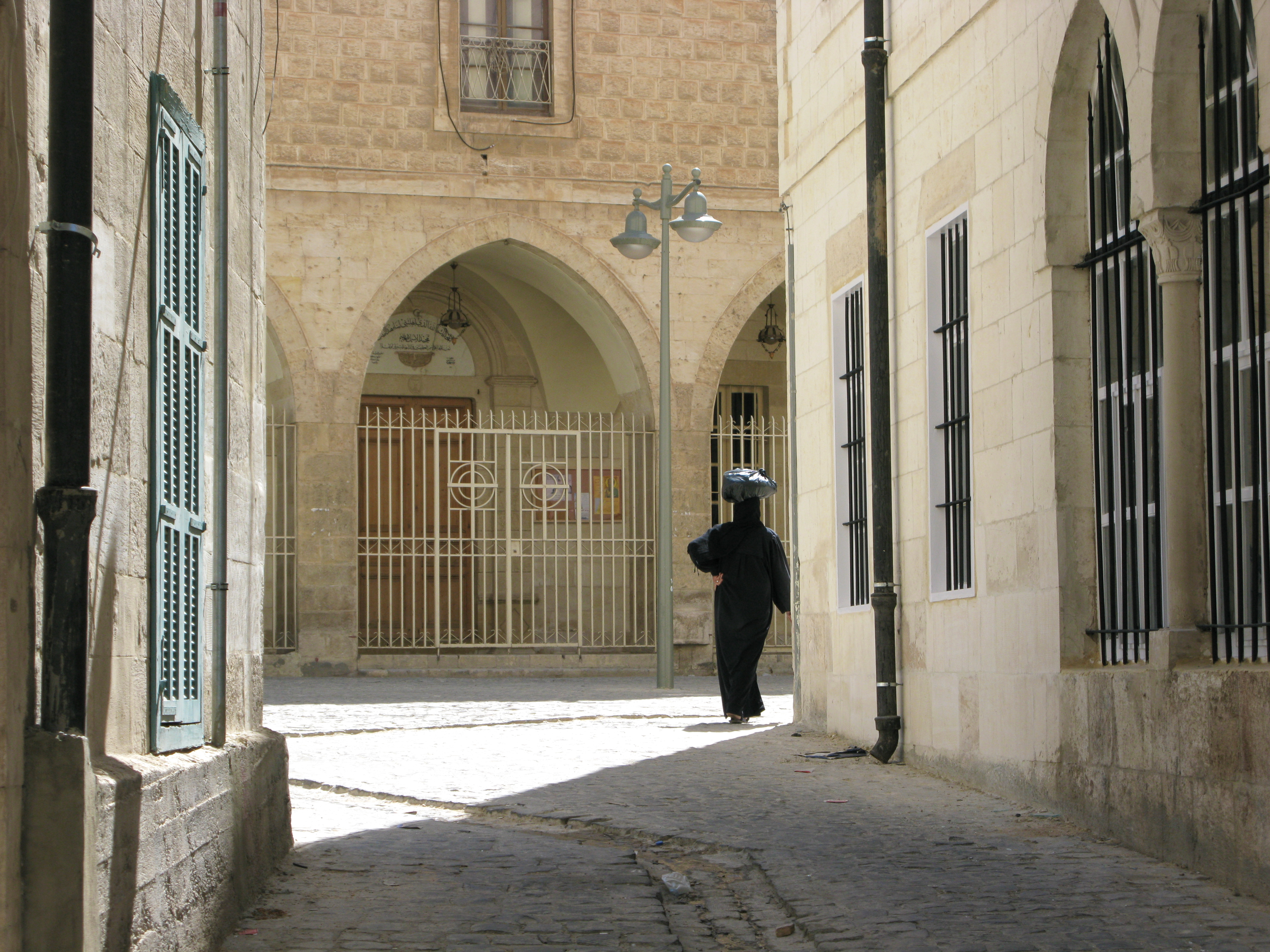
Современный город
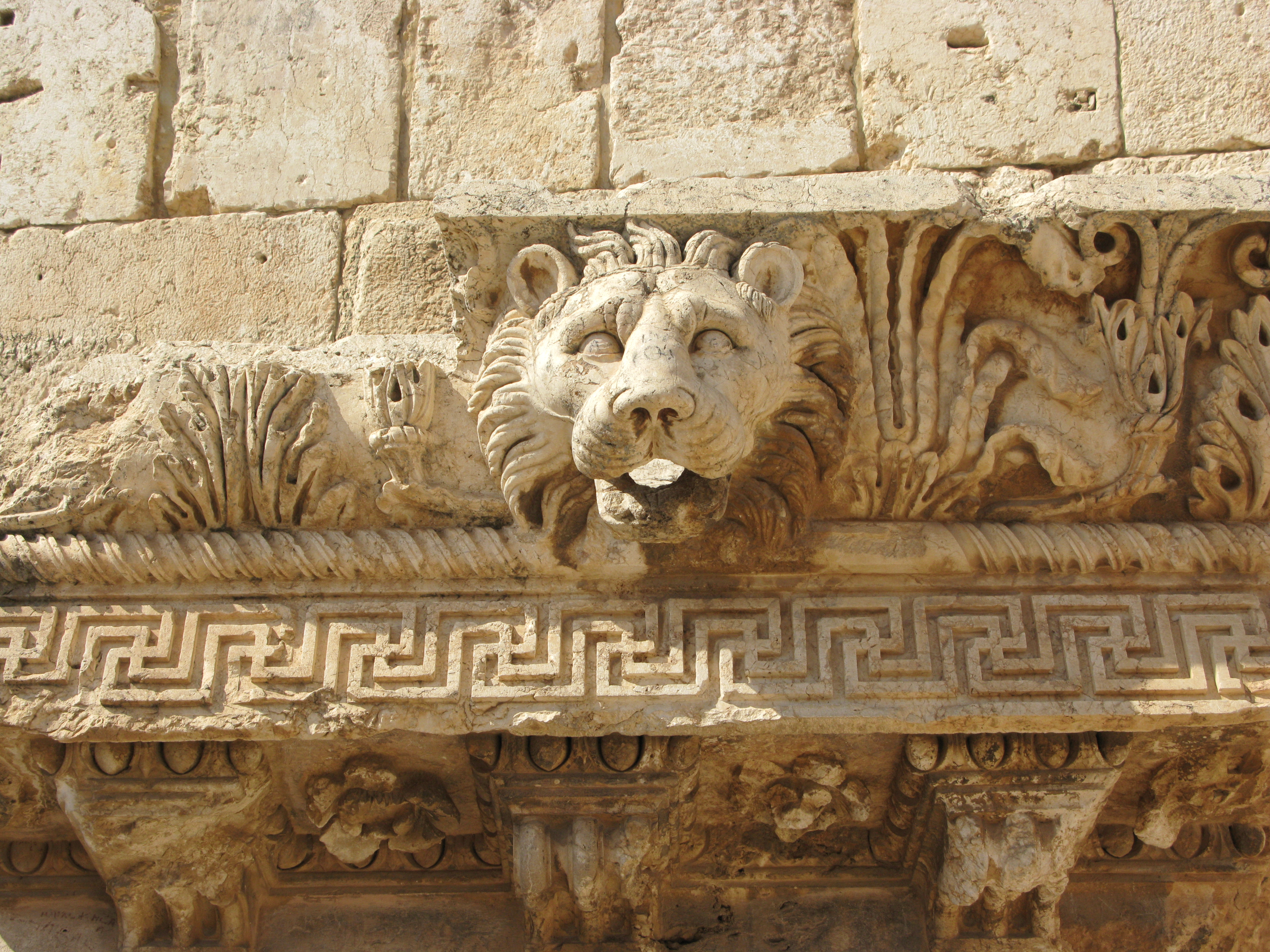
Архитектурные орнаменты в храме Юпитера
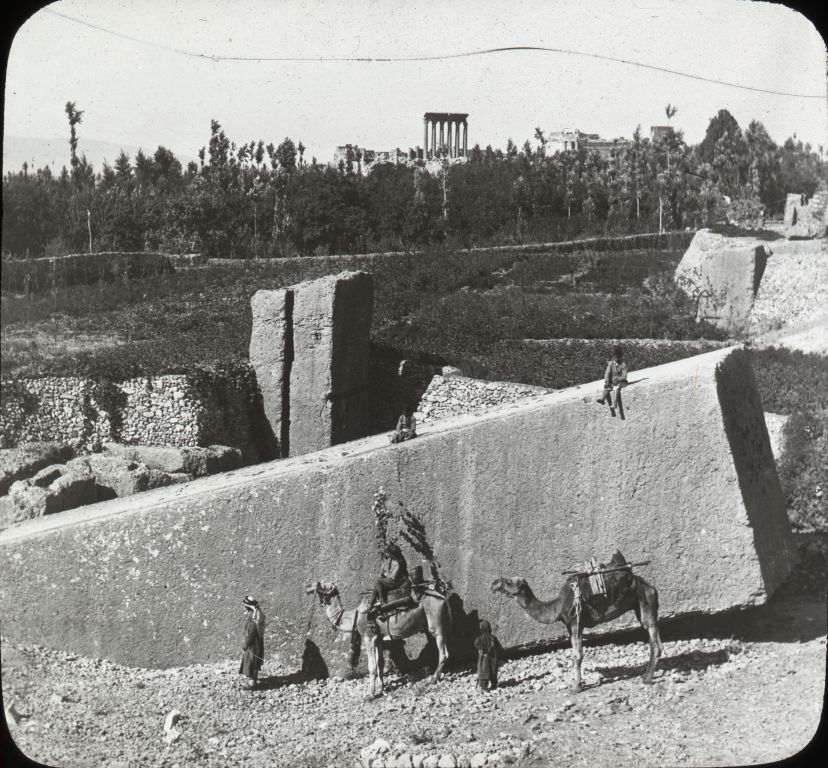
«Камень беременной» в начале 20-го века, Храм Юпитера на заднем плане
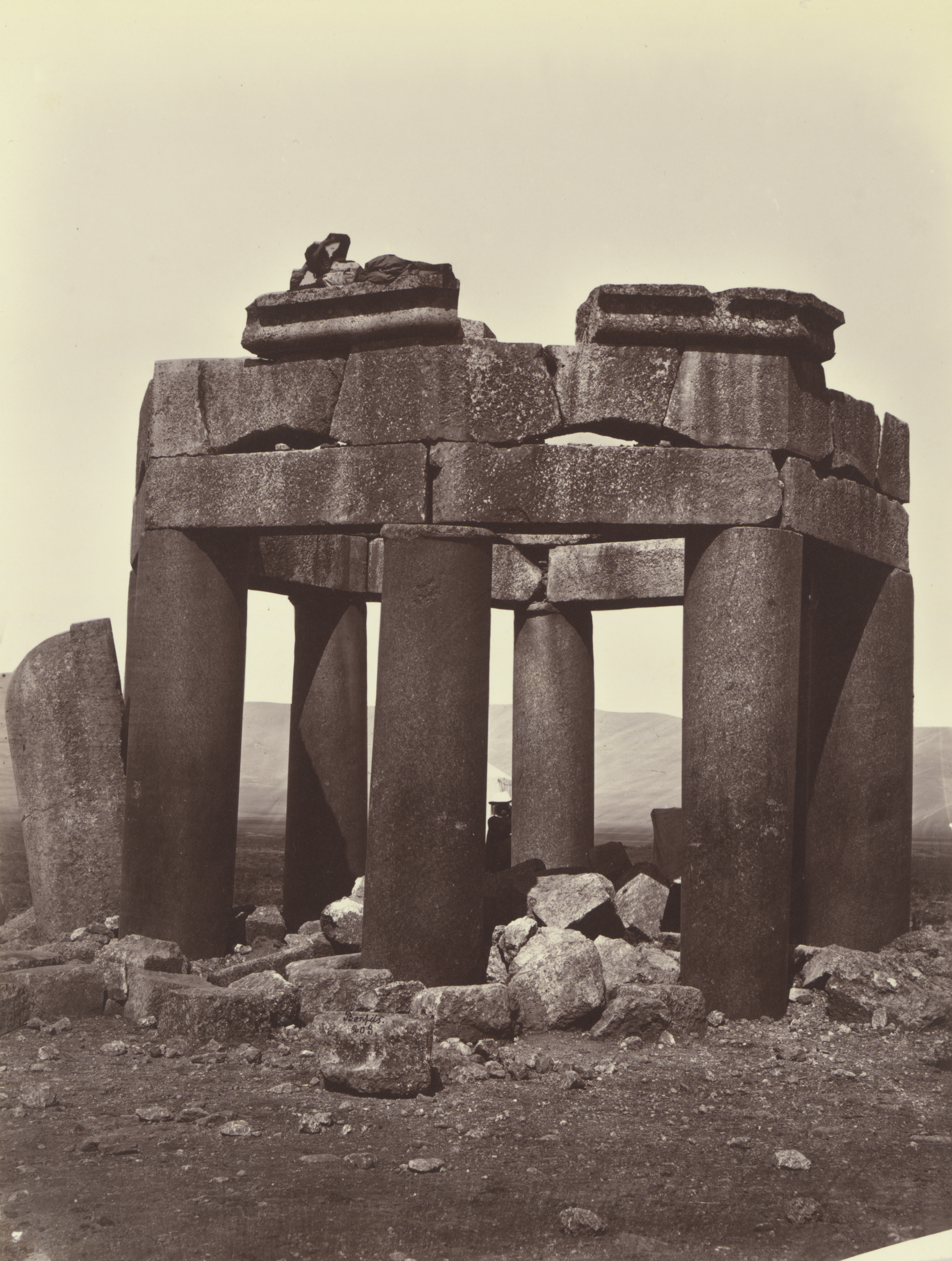
Куббат Дурис
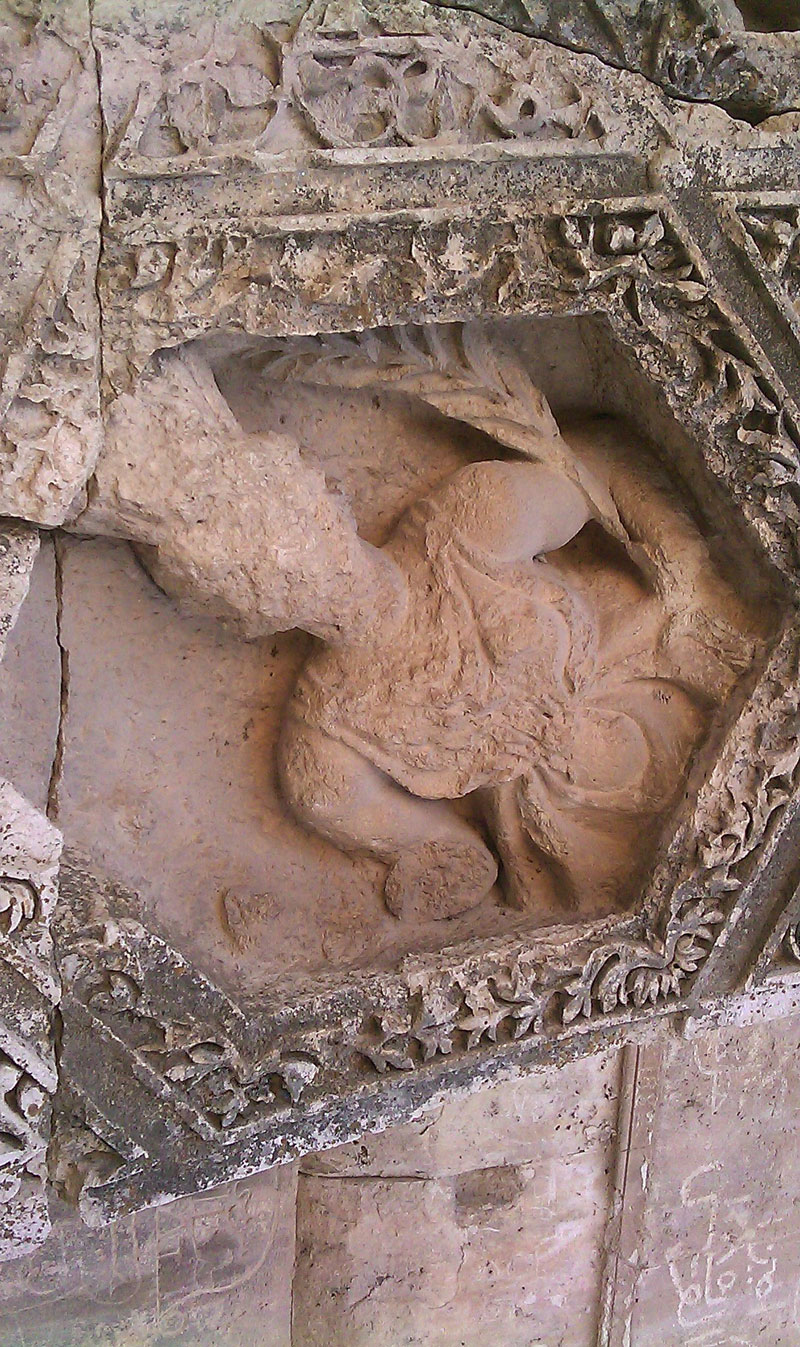
Скульптура крыши Цереры
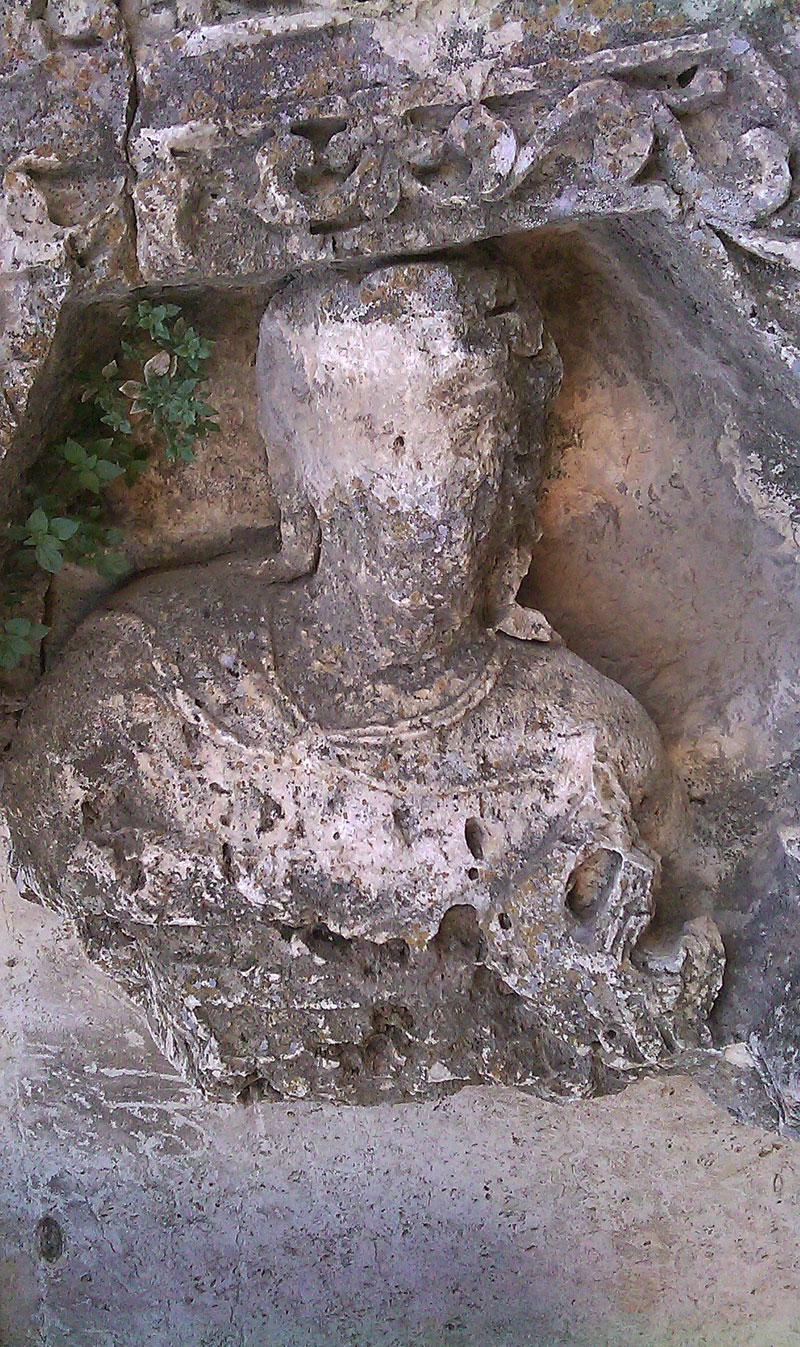
Скульптура на крыше, предположительно Марка Антония
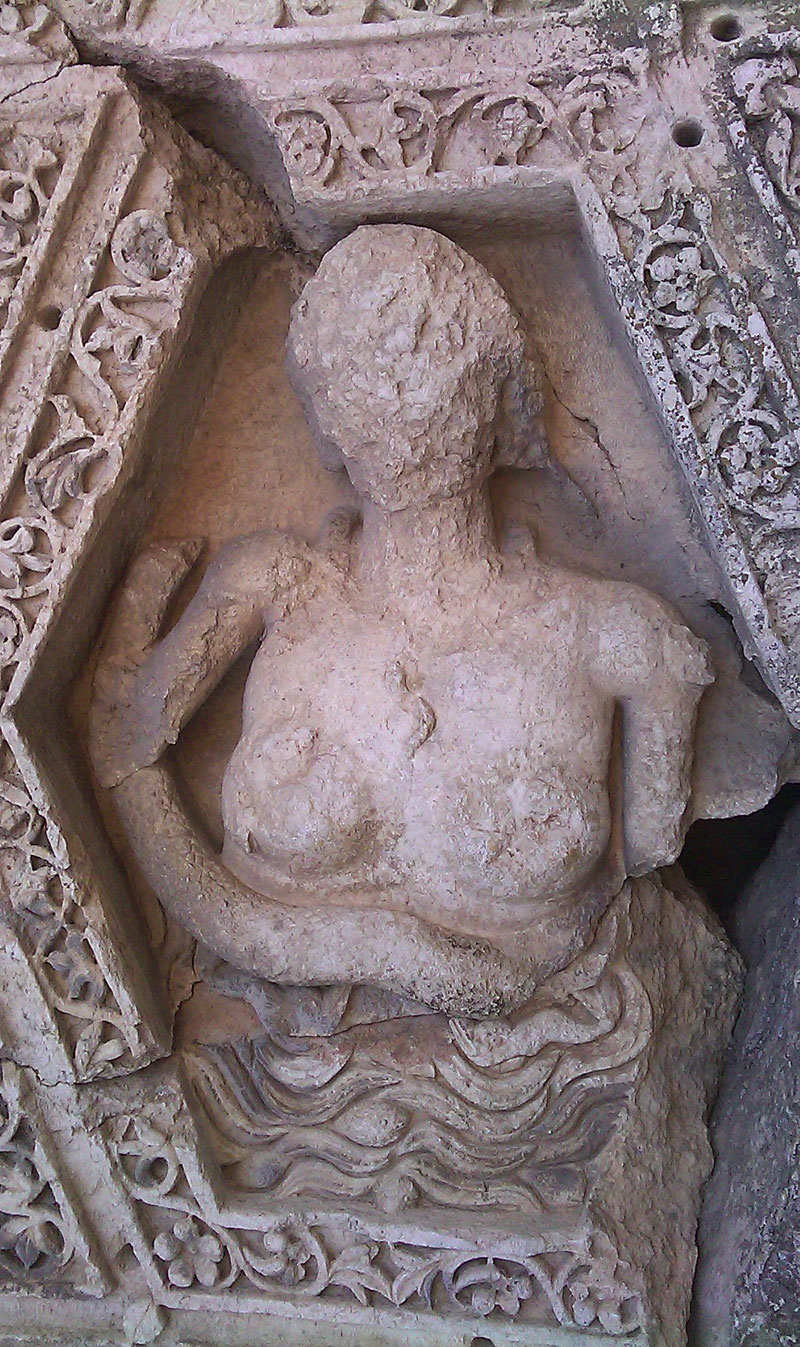
Скульптура на крыше, предположительно, Клеопатры
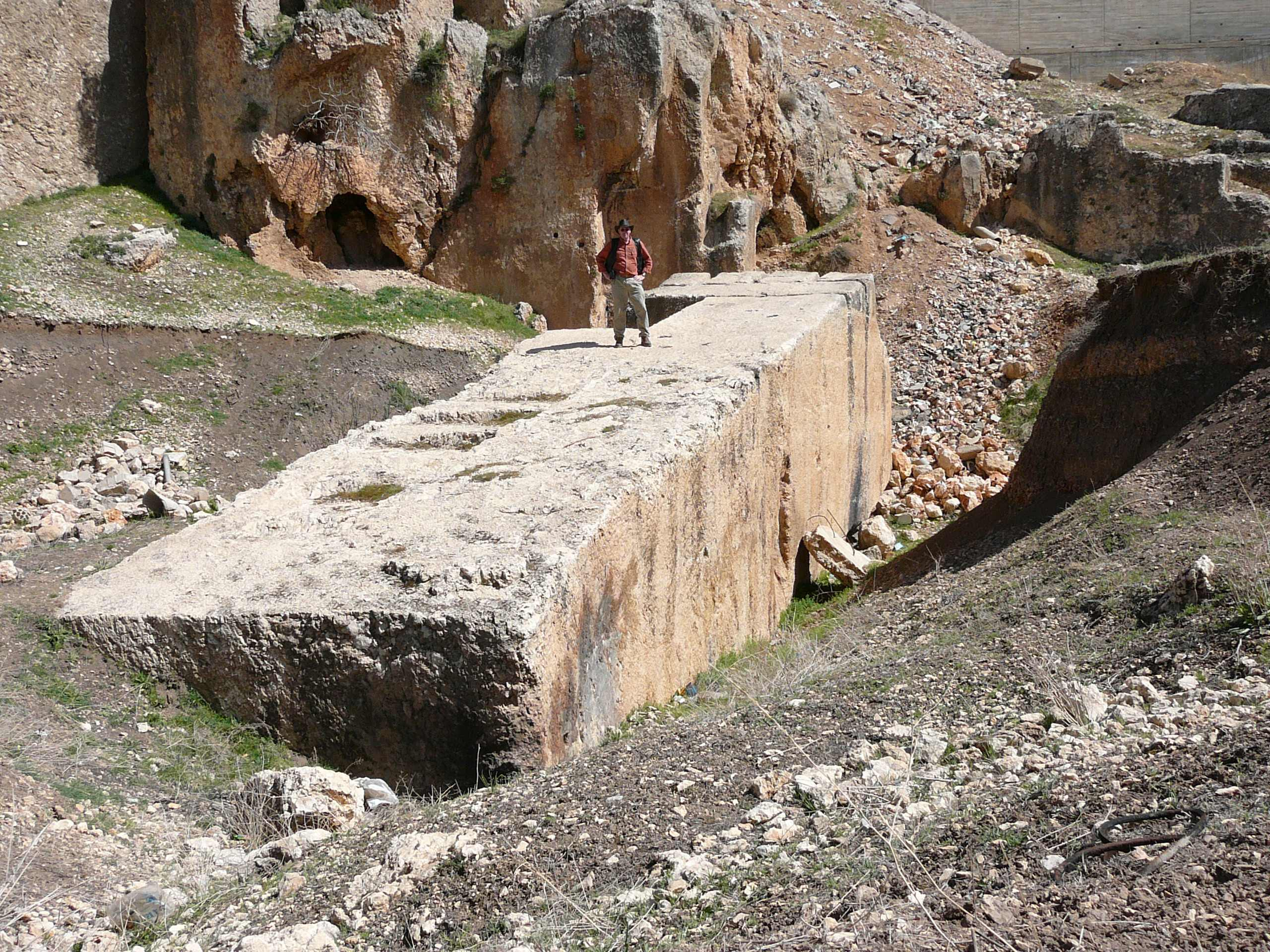
Самый большой камень в Баальбеке, обнаружен в 2014 г.
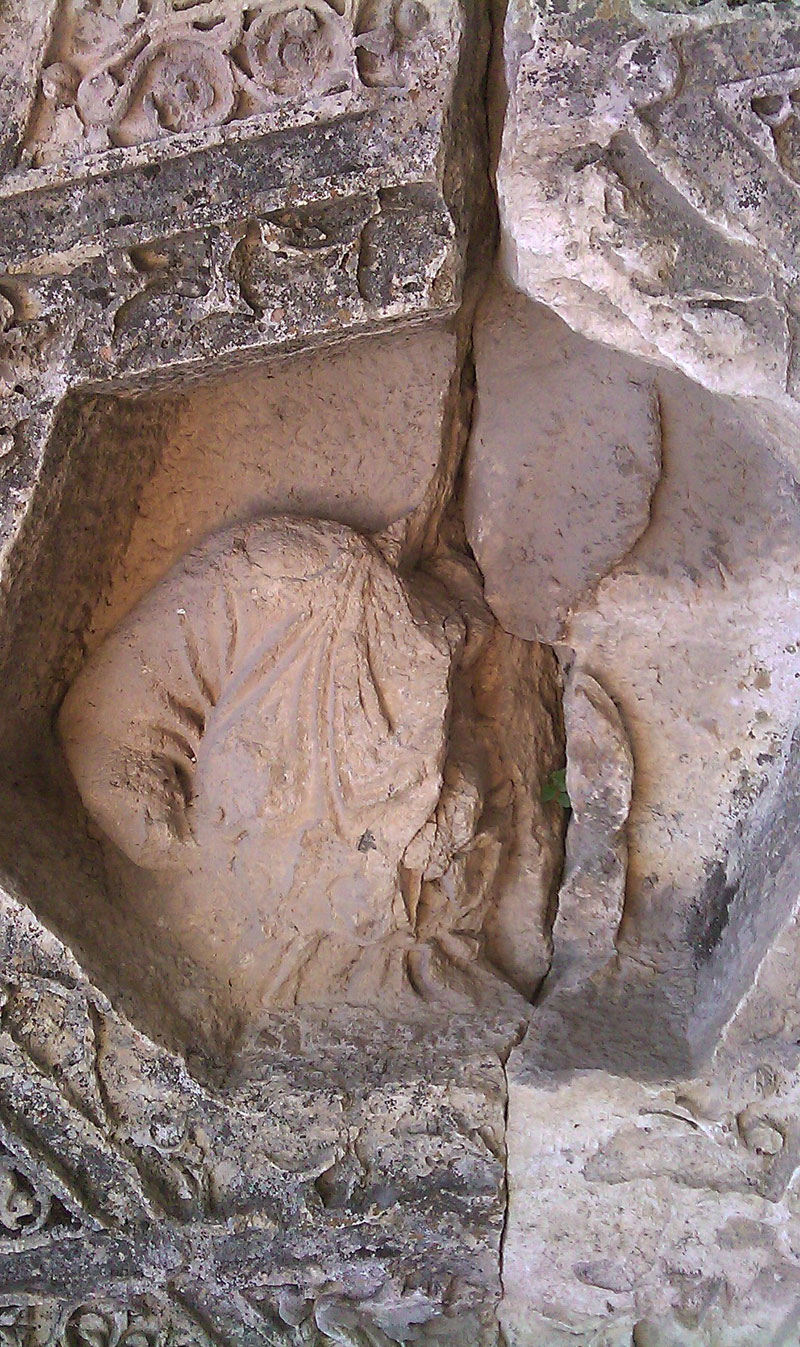
Скульптура неизвестной фигуры на крыше
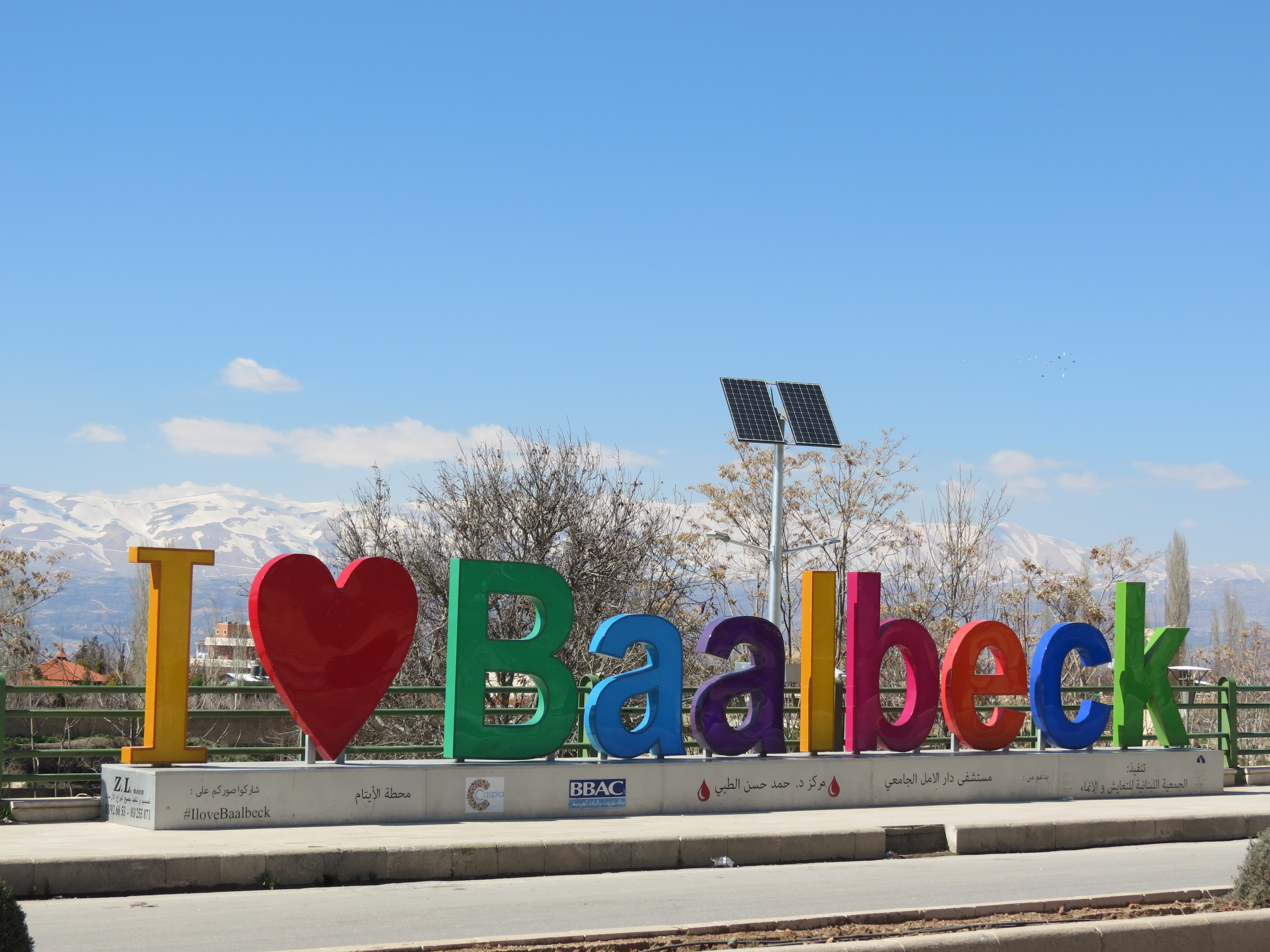
Инсталляция «I ♥ Baalbeck»